# Lista de governantes da Saxónia
O presente artigo constitui-se de uma lista de todos os monarcas da Saxónia, desde a sua fundação, por volta do século IX até à sua extinção em 1918. Inclui desta forma, Duques, Eleitores e Reis da Saxónia.
A linhagem de Eleitores, desde João o Firme foram luteranos, até Frederico Augusto I, que se viu forçado a converter ao Catolicismo para se sujeitar à eleição para Rei da República das Duas Nações. Os descendentes deste eleitor nunca mais abandonariam a nova religião adotada pelo rei polaco-lituano. 

## Ducado da Saxónia

A cota de armas da Baixa Saxónia e Vestfália.

O ducado original compreendia as terras dos antigos Saxões, isto é o noroeste da atual Alemanha (nas províncias de Vestfália e Baixa Saxónia). Não correspondia ao atual estado alemão da Saxónia.

### Os primeiros duques
- Hadugato (fl. c. 531)
- Bertoaldo (fl. c. 622)
- Teodorico (fl. c. 743–744)
- Viduquindo (fl. c. 777–810)

### Casa de Liudolfing
Em Liudolfo foi nomeado conde do Ducado da Saxónia, sendo o seu filho Bruno o primeiro Duque.
| Nome                       | Imagem | Início do governo     | Fim do governo        | Parte   | Notas |
| -------------------------- | ------ | --------------------- | --------------------- | ------- | --- |
| Liudolfo                   |        | 844                   | 12 de março de 866    | Saxónia | Governante cuja família constituiu a primeira dinastia de governantes na Saxónia. |
| Bruno                      |        | 12 de março de 866    | 2 de fevereiro de 880 | Saxónia | Filho primogénito de Liudolfo. Não deixou descendência e o ducado passou para o seu irmão Otão. |
| Otão I O Ilustre           |        | 2 de fevereiro de 880 | 30 de novembro de 912 | Saxónia | |
| Henrique I O Passarinheiro |        | 30 de novembro de 912 | 2 de julho de 936     | Saxónia | Ganhou o trono alemão em 919, sendo coroado rei a 24 de maio desse ano. Manteve no entanto o ducado, que governou até à morte e passou para o seu filho, que herdou de igual maneira o trono da Alemanha. |
| Otão II O Grande           |        | 2 de julho de 936     | 7 de maio de 973      | Saxónia | Herdou o trono alemão do pai, e em 962 obteve a dignidade imperial. Nomeou nesse mesmo ano um regente para as suas terras de origem: Hermano Bilunga.                                                     |

## O Ducado da Saxónia como feudo de encargo imperial
Em 962, Otão designou para seu viceduque Hermano Bilunga. O Imperador seguinte nomeou o filho de Hermano, Bernardo, como novo duque da Saxónia. Começou um período em que os duques eram designados pelos Imperadores. Embora numa primeira fase se tenham mantido na família Bilunga, a partir de 1106 o ducado começou a mudar de mãos mais frequentemente. Este gesto prolongar-se-ia até à segunda metade do século XII.
| Nome                    | Imagem | Início do governo      | Fim do governo         | Casa            | Notas |
| ----------------------- | ------ | ---------------------- | ---------------------- | --------------- | --- |
| Hermano                 |        | 962                    | 27 de março de 973     | Bilunga         | Nomeado viceduque por Otão I, em 962. |
| Bernardo I              |        | 27 de março de 973     | 9 de fevereiro de 1011 | Bilunga         | Foi nomeado novo Duque da Saxónia por Otão II do Sacro Império Romano-Germânico. |
| Bernardo II             |        | 9 de fevereiro de 1011 | 29 de junho de 1059    | Bilunga         | |
| Ordulfo                 |        | 29 de junho de 1059    | 28 de março de 1072    | Bilunga         | |
| Magno                   |        | 28 de março de 1072    | 23 de agosto de 1106   | Bilunga         | |
| Lotário                 |        | 23 de agosto de 1106   | 4 de dezembro de 1137  | Süpplingenburgo | Nomeado duque da Saxónia pelo Imperador Henrique V. Manteve relações flutuantes com este Imperador, que em duas alturas distintas nomeou duques-representantes contra Lotário: - Otão, Conde de Ballenstedt em 1106; - Hoyer I, Conde de Mansfeld em 1112. |
| Henrique II O Orgulhoso |        | 4 de dezembro de 1137  | 20 de outubro de 1139  | Guelfos         | Filho de Henrique IX da Baviera, herdou este ducado do pai, e a Saxónia da esposa. Numa luta de poder com o rei alemão, Conrado III da Germânia, este confiscou-lhe ambos os ducados.                                                                      |
| Alberto O Urso          |        | 20 de outubro de 1139  | 1142                   | Ascânia         | Aquando da sua morte, Conrado III da Germânia garantiu-o Henrique, irmão e herdeiro de Leopoldo. |
| Henrique III O Leão     |        | 1142                   | 1180                   | Guelfos         | Quando Frederico Barba-Roxa se tornou rei da Alemanha, restaurou a Saxónia à Casa de Guelfos, cujo chefe na altura era Henrique, filho de Henrique II. Também Duque da Baviera.                                                                            |

Com a expulsão dos Guelfos em 1180, o Ducado sofreu uma drástica redução em termos de território ocupado: os Guelfos haviam mantido o Ducado de Brunsvique-Luneburgo na sua posse (subtraindo-o assim à Saxónia), e a Vestfália passou para o Arcebispo de Colónia.
Os duques saxões da Dinastia de Ascânia instalaram a sua capital muito mais a leste, junto ao rio Elbe, pelo que por vezes é chamado de Ducado Jovem da Saxónia, levando esta toponímia para leste, que desta forma se tentava diferenciar do que havia sido até 1180.

## O Ducado hereditário da Saxónia e o Eleitorado

A cota de armas adotada pela Dinastia Ascânia quando ascendeu à Saxónia em 1180. Note-se as armas tradicionais da família (as listas amarelas e pretas), as quais se acrescentou a coroa verde, simbolizando o novo posto ducal.

### Dinastia Ascânia

#### Partições da Saxónia sob governo dos Ascânios
| Ducado da Saxónia (1180-1296)             |                                           |                                                |                                                  |                                                  |
| Ducado de Saxe-Wittenberg (1296-1356)     | Ducado de Saxe-Lauemburgo (1296-1303)     | Ducado de Saxe-Lauemburgo (1296-1303)          | Ducado de Saxe-Lauemburgo (1296-1303)            | Ducado de Saxe-Lauemburgo (1296-1303)            |
| Ducado de Saxe-Wittenberg (1296-1356)     | Ducado de Saxe-Mölln (1303-1315)          | Ducado de Saxe-Bergdorf-Lauemburgo (1303-1315) | Ducado de Saxe-Bergdorf-Lauemburgo (1303-1315)   | Ducado de Saxe-Ratzeburgo (1303-1315)            |
| Ducado de Saxe-Wittenberg (1296-1356)     | Ducado de Saxe-Bergdorf-Mölln (1315-1356) | Ducado de Saxe-Bergdorf-Mölln (1315-1356)      | Ducado de Saxe-Ratzeburgo-Lauemburgo (1315-1356) | Ducado de Saxe-Ratzeburgo-Lauemburgo (1315-1356) |
| Eleitorado de Saxe-Wittenberg (1356-1422) | Ducado de Saxe-Bergdorf-Mölln (1315-1356) | Ducado de Saxe-Bergdorf-Mölln (1315-1356)      | Ducado de Saxe-Ratzeburgo-Lauemburgo (1315-1356) | Ducado de Saxe-Ratzeburgo-Lauemburgo (1315-1356) |
| Ducado de Saxe-Lauemburgo (1401-1689)     |                                           |                                                |                                                  |                                                  |

#### Os governantes
(Nota: Ambas as linhas seguem a numeração estabelecida pelo anterior Ducado da Saxónia até 1296, quando as mesmas linhas foram criadas. A partir de 1296, cada linhagem segue de forma independente a sucessão saxónica até 1296)
| Governante | Governante | Nascimento              | Reinado                                                 | Morte                           | Parte                                   | Consorte | Notas |
| --- | ---------- | ----------------------- | ------------------------------------------------------- | ------------------------------- | --------------------------------------- | --- | --- |
| Bernardo III |            | c.1134                  | 1180-1212                                               | 2 de fevereiro de 1212          | Ducado da Saxónia                       | Brigite da Dinamarca seis filhos Sofia da Turíngia um filho Judite da Polónia c.1173 sem filhos                                                                                            | Também Conde de Ballenstedt e Príncipe de Anhalt. A numeração inicia com o governo Ascânio ou continua segundo o estado saxão anterior. |
| Alberto I |            | c.1175                  | 1212-1260                                               | 7 de outubro de 1260            | Ducado da Saxónia                       | Inês de Áustria 1222 cinco filhos Inês da Turíngia 1238 três filhos Helena de Brunsvique-Luneburgo 1247 cinco filhos                                                                       | |
| Alberto II |            | 1250                    | 1260-1296                                               | 25 de agosto de 1298            | Ducado da Saxónia                       | Inês de Áustria 1282 seis filhos | Governaram em conjunto; Até 1282, os irmãos João e Alberto; a partir da abdicação do primeiro, este foi substituído pelos filho menores, João II, Alberto III e Érico I, que passarama governar em conjunto com o tio, Alberto II. Em 1296 dividiram o ducado. Alberto II reteve o Saxe-Wittenberg, tornando-se chefe da linha principal saxónica; os seus sobrinhos governaram juntos no SAxe-Lauemburgo, fundando uma linhagem secundária. |
| João I |            | 1249                    | 1260-1282                                               | 30 de julho de 1285             | Ducado da Saxónia                       | Ingeborg Birgersdotter da Suécia 1270 oito filhos | Governaram em conjunto; Até 1282, os irmãos João e Alberto; a partir da abdicação do primeiro, este foi substituído pelos filho menores, João II, Alberto III e Érico I, que passarama governar em conjunto com o tio, Alberto II. Em 1296 dividiram o ducado. Alberto II reteve o Saxe-Wittenberg, tornando-se chefe da linha principal saxónica; os seus sobrinhos governaram juntos no SAxe-Lauemburgo, fundando uma linhagem secundária. |
| João II |            | 1275                    | 1282-1296                                               | 22 de abril de 1322             | Ducado da Saxónia                       | Isabel de Holstein-Rendsburgo 1315 um filho | Governaram em conjunto; Até 1282, os irmãos João e Alberto; a partir da abdicação do primeiro, este foi substituído pelos filho menores, João II, Alberto III e Érico I, que passarama governar em conjunto com o tio, Alberto II. Em 1296 dividiram o ducado. Alberto II reteve o Saxe-Wittenberg, tornando-se chefe da linha principal saxónica; os seus sobrinhos governaram juntos no SAxe-Lauemburgo, fundando uma linhagem secundária. |
| Érico I |            | 1280                    | 1282-1296                                               | 1360                            | Ducado da Saxónia                       | Isabel da Pomerânia 1316 ou 1318 quatro filhos | Governaram em conjunto; Até 1282, os irmãos João e Alberto; a partir da abdicação do primeiro, este foi substituído pelos filho menores, João II, Alberto III e Érico I, que passarama governar em conjunto com o tio, Alberto II. Em 1296 dividiram o ducado. Alberto II reteve o Saxe-Wittenberg, tornando-se chefe da linha principal saxónica; os seus sobrinhos governaram juntos no SAxe-Lauemburgo, fundando uma linhagem secundária. |
| Alberto III |            | 1281                    | 1282-1296                                               | 1308                            | Ducado da Saxónia                       | Margarida de Brandemburgo-Salzwedel 1302 dois filhos | Governaram em conjunto; Até 1282, os irmãos João e Alberto; a partir da abdicação do primeiro, este foi substituído pelos filho menores, João II, Alberto III e Érico I, que passarama governar em conjunto com o tio, Alberto II. Em 1296 dividiram o ducado. Alberto II reteve o Saxe-Wittenberg, tornando-se chefe da linha principal saxónica; os seus sobrinhos governaram juntos no SAxe-Lauemburgo, fundando uma linhagem secundária. |
| Em 1296, Alberto II e os seus sobrinhos Alberto III, Erico I e João II terminaram o seu governo conjunto e dividiram a Saxónia entre a linha de Saxe-Wittenberg, retida por Alberto II, e a de Saxe-Lauemburgo, chefiada por Alberto III, João II e Érico I, que continuaram o governo em triunvirato até 1303. Desde que o Duque da Saxónia ganhou o título de Príncipe Eleitor do Sacro Imperador Romano-Germânico, passou a existir um conflito entre as duas linhagens Ascânias, que lutavam pelo direito de representarem o Ducado saxão na eleição. Em 1314 as duas linhagens encontraram -se em campos opostos numa eleição dupla. A dignidade eleitoral acabaria por reverter para linha de Saxe-Wittenberg, vitória oficializada pela Bula Dourada de 1356. Para distinção entre ambas as linhas utiliza-se a designação de Eleitor da Saxónia para diferenciar a linha de Saxe-Wittenberg a partir de 1356. |            |                         |                                                         |                                 |                                         | | |
| Alberto II |            | 1250                    | 1296-1298                                               | 25 de agosto de 1298            | Saxe-Wittenberg                         | Inês de Áustria 1282 seis filhos | Governa sozinho o Saxe-Wittenberg a partir de 1296. |
| João II |            | 1275                    | 1296-1303                                               | 22 de abril de 1322             | Saxe-Lauemburgo                         | Isabel de Holstein-Rendsburgo 1315 um filho | Governaram em conjunto até 1303, quando dividiram uma vez mais o seu território entre eles. |
| Érico I |            | 1280                    | 1296-1303                                               | 1360                            | Saxe-Lauemburgo                         | Isabel da Pomerânia 1316 ou 1318 quatro filhos | Governaram em conjunto até 1303, quando dividiram uma vez mais o seu território entre eles. |
| Alberto III |            | 1281                    | 1296-1303                                               | 1308                            | Saxe-Lauemburgo                         | Margarida de Brandemburgo-Salzwedel 1302 dois filhos | Governaram em conjunto até 1303, quando dividiram uma vez mais o seu território entre eles. |
| Rodolfo I |            | 1284                    | 1298-1356                                               | 12 de março de 1356             | Saxe-Wittenberg                         | Judite de Brandemburgo 1298 oito filhos Cunegunda da Polónia 28 de agosto de 1328 um filho Inês de Lindow-Ruppin 1333 três filhos                                                          | Em janeiro de 1356 a Bula Dourada confirmou Rodolfo como legítimo Príncipe-Eleitor Saxão, pelo que desde 1356 os governantes de Saxe-Wittenberg são considerados os Eleitores da Saxónia. |
| João II |            | 1275                    | 1303-1315                                               | 22 de abril de 1322             | Saxe-Mölln                              | Isabel de Holstein-Rendsburgo 1315 um filho | Em 1315 realinhou o território. |
| Érico I |            | 1280                    | 1303-1315                                               | 1360                            | Saxe-Bergedorf                          | Isabel da Pomerânia 1316 ou 1318 quatro filhos | Em 1315 realinhou o território. |
| Alberto III |            | 1281                    | 1303-1308                                               | 1308                            | Saxe-Ratzeburgo                         | Margarida de Brandemburgo-Salzwedel 1302 dois filhos | Deixou as suas terras à viúva. |
| Margarida de Brandemburgo-Salzwedel |            | 1281                    | 1308-1315                                               | 1308                            | Saxe-Ratzeburgo                         | Premislau II da Polónia antes de 13 de abril de 1293 dois filhos Alberto III 1302 dois filhos                                                                                              | Após a sua morte os seus cunhados redefiniram os limites do seu território. |
| Em 1315, após a morte de Margarida de Brandemburgo, os irmãos Érico e João redesenharam a divisão polítca do Saxe-Lauemburgo: Érico reteve toda a parte da cunhada, mas teve de ceder parte dos seus domínios originais ao seu irmão. João passou a governar em Saxe-Bergedorf-Mölln, e Érico em Saxe-Ratzeburgo-Lauemburgo. |            |                         |                                                         |                                 |                                         | | |
| João II |            | 1275                    | 1315-1322                                               | 22 de abril de 1322             | Saxe-Bergedorf-Mölln                    | Isabel de Holstein-Rendsburgo I 1315 um filho | Em 1315 realinhou o território. |
| Érico I |            | 1280                    | 1315-1338                                               | 1360                            | Saxe-Ratzeburgo-Lauemburgo              | Isabel da Pomerânia 1316 ou 1318 quatro filhos | Em 1315 realinhou o território. Em 1338 abdicou para o filho. |
| Isabel de Holstein-Rendsburgo I (regente) |            | c.1300                  | 1322-1330                                               | antes de 1340                   | Saxe-Bergedorf-Mölln                    | João II 1315 um filho Érico, Príncipe da Dinamarca 1330 sem filhos | Regente em nome do filho, Alberto. |
| Alberto IV |            | 1315                    | 1330-1343                                               | 1343                            | Saxe-Bergedorf-Mölln                    | Beata de Schwerin 1334 três filhos Sofia de Mecklemburgo-Werle-Güstrow 1341 sem filhos | |
| Érico II |            | 1318/20                 | 1338-1368                                               | 1368                            | Saxe-Ratzeburgo-Lauemburgo              | Inês de Holstein-Plön entre 1342 e 1349 quatro filhos | |
| João III |            | c.1330                  | 1343-1356                                               | 1356                            | Saxe-Bergedorf-Mölln                    | Não casou | Não deixou descendência, sendo sucedido pelo seu irmão Alberto. |
| Alberto V |            | c.1330                  | 1343-1370                                               | 1370                            | Saxe-Bergedorf-Mölln                    | Catarina de Mecklemburgo-Werle-Güstrow 25 de janeiro de 1366 sem filhos | Não deixou descendentes, sendo sucedido pelo seu irmão Érico. |
| A Bula Dourada de 1356 confirmou o direito de participar na eleição do Sacro Imperador Romano-Germânico ao Duque da Saxónia da linha de Saxe-Wittenberg. |            |                         |                                                         |                                 |                                         | | |
| Rodolfo I (Rudolf I) |            | 1284                    | 10 de janeiro de 1356 - 12 de março de 1356             | 12 de março de 1356             | Saxe-Wittenberg e Eleitorado da Saxónia | Judite de Brandemburgo 1298 oito filhos Cunegunda da Polónia 28 de agosto de 1328 um filho Inês de Lindow-Ruppin 1333 três filhos                                                          | Em janeiro de 1356 a Bula Dourada confirmou Rodolfo como legítimo Príncipe-Eleitor Saxão, pelo que desde 1356 os governantes de Saxe-Wittenberg são considerados os Eleitores da Saxónia. |
| Rodolfo II O Cego (Rudolf II. der Blinde) |            | 1307                    | 12 de março de 1356 - 6 de dezembro de 1370             | 6 de dezembro de 1370           | Saxe-Wittenberg e Eleitorado da Saxónia | Isabel de Hesse antes de 8 de maio de 1336 um filho | Não deixou descendência, sendo sucedido pelo irmão. |
| Érico III |            | 1354                    | 1368-1401                                               | 21 de junho de 1411/12          | Saxe-Ratzeburgo-Lauemburgo              | Sofia de Brunsvique-Luneburgo 8 de abril de 1373 dez filhos | Em 1401 reuniu o Saxe-Lauemburgo |
| Venceslau (Wenzel) |            | 1337                    | 6 December 1370 - 15 May 1388                           | 15 May 1388                     | Saxe-Wittenberg e Eleitorado da Saxónia | Cecília de Carrara 23 de janeiro de 1376 seis filhos | Irmão de Rodolfo II. |
| Érico IV |            | c.1330                  | 1370-1401                                               | 1401                            | Saxe-Bergedorf-Mölln                    | Não casou | Determinado a entrar na vida religiosa, teve de abdicar dela para suceder aos seus irmãos. Também não deixou descendentes, permitindo ao duque de Saxe-Ratzeburgo-Lauemburgo a reunir todo o Saxe-Lauemburgo. |
| Rodolfo III (Rudolf III) |            | 1378                    | 15 de maio de 1388 - 11 de junho de 1419                | 11 de junho de 1419             | Saxe-Wittenberg e Eleitorado da Saxónia | Ana de Meissen 1387/89 três filhos Bárbara de Legnica março de 1396 dois filhos | Não deixou descendentes masculinos, sendo sucedido por seu irmão Alberto. |
| Em 1401 Saxe-Ratzeburgo-Lauemburgo herdou o Saxe-Bergedorf-Mölln da linha primogénita que se extinguiu após a morte de Érico IV. O ducado reunido continuou sob o velho nome de Saxe-Lauemburgo. |            |                         |                                                         |                                 |                                         | | |
| Érico III |            | 1354                    | 1401-1411/12                                            | 21 de junho de 1411/12          | Saxe-Lauemburgo                         | Sofia de Brunsvique-Luneburgo 8 de abril de 1373 dez filhos | Em 1401 reuniu o Saxe-Lauemburgo |
| Érico V |            | depois de 1373          | 1411/12-1436                                            | 1436                            | Saxe-Lauemburgo                         | Isabel de Holstein-Rendsburgo II 1404 sem filhos Isabel de Weinsberg antes de 1422 um filho                                                                                                | Governaram em conjunto. As numerações levaram aqui a alguma confusão, uma vez que nem todos os genealogistas da Casa de Ascânia contam João IV como Duque de Saxe-Lauemburgo, numerando João V (sobrinho de João IV) como João IV. |
| João IV |            | depois de 1373          | 1411/12-1414                                            | 1414                            | Saxe-Lauemburgo                         | Não casou | Governaram em conjunto. As numerações levaram aqui a alguma confusão, uma vez que nem todos os genealogistas da Casa de Ascânia contam João IV como Duque de Saxe-Lauemburgo, numerando João V (sobrinho de João IV) como João IV. |
| Alberto IV |            | 1375/80                 | 11 de junho de 1419 - (antes de 12 de novembro de) 1422 | antes de 12 de novembro de 1422 | Saxe-Wittenberg e Eleitorado da Saxónia | Eufémia de Oleśnica 14 de janeiro de 1420 sem filhos | Não deixou descendentes masculinos, facto que levou à extinção da linha de Saxe-Wittenberg. |
| A Dinastia Ascânia continuou em Saxe-Lauemburgo até 1689, mas a linha que encabeçava este ducado falhou na tentativa de obtenção do Eleitorado, nem enquanto combatiam a linha de Saxe-Wittenberg pelo título, nem após a sua extinção. A rejeição (por parte imperial) da continuação do governo Ascânio através desta linha levou a que o Saxe-Lauemburgo, enquanto estado independente, fosse cada vez menos reconhecido como tal. Para seguir os restantes Ascânios que se mantiveram no Saxe-Lauemburgo, deve-se seguir a presente tabela. Para os sucessores da linha de Saxe-Wittenberg no Eleitorado, ver abaixo a Casa de Wettin. |            |                         |                                                         |                                 |                                         | | |
| Bernardo IV |            | 1385/93                 | 1436-1463                                               | 16 de julho de 1463             | Saxe-Lauemburgo                         | Adelaide da Pomerânia-Stolp 1428 dois filhos | |
| João V |            | 18 de julho de 1439     | 1463-1507                                               | 15 de agosto de 1507            | Saxe-Lauemburgo                         | Doroteia de Saxe-Lauemburgo 12 de fevereiro de 1464 doze filhos | Por vezes numerado João IV, e desta forma confundido com o seu tio, João IV, e também com um seu filho, João IV de Saxe-Lauemburgo, Bispo de Hildesheim). |
| Magno I |            | 1 de janeiro de 1470    | 1507-1543                                               | 1 de agosto de 1543             | Saxe-Lauemburgo                         | Catarina de Brunvique-Volfembutel 20 de novembro de 1509 Volfembutel seis filhos | |
| Francisco I |            | 1510                    | 1543-1571                                               | 19 de março de 1581             | Saxe-Lauemburgo                         | Sibila da Saxónia 8 de fevereiro de 1540 Dresden nove filhos | Em 1571, gravemente endividado, resignou a favor do filho mais velho, Magno II, que lhe prometera o pagamento das dívidas com os fundos que ganharia como comandante militar na Suécia e através do seu casamento. |
| Magno II |            | 1543                    | 1571-1573                                               | 14 de março de 1603             | Saxe-Lauemburgo                         | Sofia da Suécia 4 de julho de 1568 Estocolmo um filho | Filho mais velho de Francisco I. Não pagou as dívidas que prometeu pagar, o que levou a uma guerra com o seu pai e irmãos. Dois anos depois estes depuseram Magno, e o pai voltou a assumir o Ducado. As tentativas violentas de Magno para voltar a obter o governo do ducado falharam. Em 1588 foi preso e assim permaneceu o resto da vida.                                                                                               |
| Francisco I |            | 1510                    | 1573-1581                                               | 19 de março de 1581             | Saxe-Lauemburgo                         | Sibila da Saxónia 8 de fevereiro de 1540 Dresden nove filhos | Reobteve o título em 1573, após afasar Magno II. |
| Francisco II |            | 10 de agosto de 1547    | 1581-1619                                               | 2 de julho de 1619              | Saxe-Lauemburgo                         | Margarida da Pomerânia-Wolgast 26 de dezembro de 1574 Wolgast quatro filhos Maria de Brunsvique-Volfembutel 10 de novembro de 1582 Volfembutel catorze filhos                              | Irmão de Magno II. Governou com o seu irmão Maurício entre 1581 e 1612. |
| Maurício |            | 1551                    | 1581-1612                                               | 2 de novembro de 1612           | Saxe-Lauemburgo                         | Catarina de Spörck 1581 (anulado em 1582) sem filhos | Governou em conjunto com o seu irmão Francisco II. |
| Augusto |            | 17 de fevereiro de 1577 | 1619-1656                                               | 18 de janeiro de 1656           | Saxe-Lauemburgo                         | Isabel Sofia de Holstein-Gottorp 5 de março de 1621 Husum seis filhos Catarina de Oldemburgo 4 de junho de 1633 sem filhos                                                                 | Não deixou descendentes; foi sucedido pelo seu meio-irmão, Júlio Henrique. |
| Júlio Henrique |            | 9 de abril de 1586      | 1656-1665                                               | 20 de novembro de 1665          | Saxe-Lauemburgo                         | Ana da Frísia Leste 17 de março de 1617 Grabow sem filhos Isabel Sofia de Brandemburgo 4 de junho de 1633 Toužim um filho Ana Madalena de Lobkowicz 18 de agosto de 1632 Viena seis filhos | |
| Francisco Erdmano |            | 25 de fevereiro de 1629 | 1665-1666                                               | 30 de julho de 1666             | Saxe-Lauemburgo                         | Sibila Edviges de Saxe-Lauemburgo 1654 sem filhos | Não deixou descendentes. Foi sucedido pelo irmão, Júlio Francisco. |
| Júlio Francisco |            | 16 de setembro de 1641  | 1666-1689                                               | 30 de setembro de 1689          | Saxe-Lauemburgo                         | Edviges do Palatinado-Sulzbach 9 de abril de 1668 Sulzbach dois filhos | |

A linha masculina dos Ascânios de Saxe-Lauemburgo extinguiu-se em 1689, após a morte de Júlio Francisco. Apesar de este ter deixado duas filhas para herdarem os direitos do ducado, a Casa de Guelfos, do Brunsvique-Luneburgo, usurpou o ducado, impedindo assim a sucessão da herdeira legítima, Ana Maria Francisca de Saxe-Lauemburgo, instalando aí a sua linhagem e sucessão. Na verdade, Jorge Guilherme de Brunsvique-Luneburgo, o usurpador, era trineto de Magno I de Saxe-Lauemburgo através da filha deste (e bisavó de Jorge Guilherme), Doroteia de Saxe-Lauemburgo. Os descendentes de Jorge viriam a tornar-se Reis da Grã-Bretanha a partir de 1714. Em 1814, após terem sido depostos por várias ocupações durante as Guerras Napoleónicas, o filho e regente de Jorge III do Reino Unido, o Príncipe Regente Jorge acedeu a doar o ducado ao seu primo, Frederico VI da Dinamarca, num realinhamento territorial durante o Congresso de Viena. O rei dinamarquês viria a mudar as cores oficiais do ducado para vermelho e dourado. O ducado voltou a mudar de dono quando, em 1865, Cristiano IX da Dinamarca foi deposto durante a Guerra dos Ducados do Elba e abdicou deste no Tratado de Viena: Saxe-Lauemburgo passou para Guilherme I da Prússia, a quem os estados do Saxe-Lauemburgo ofereceram o trono ducal. A cota de armas do ducado passou nesse altura a exibir vermelho e prateado no centro, com contorno de preto e branco da Prússia. O duque e os estados decidiram integrar o ducado na Prússia, o que aconteceu a 1 de julho de 1876. 

### Dinastia Wettin
A linha de Saxe-Wittenberg da Dinastia Ascânia extinguiu-se com a morte de Alberto III, Eleitor da Saxónia em 1422, pelo que o Eleitorado foi entregue por Sigismundo do Sacro Império Romano-Germânico a outra família , apesar dos protestos de Érico V de Saxe-Lauemburgo. O recompensado foi Frederico IV, Margrave de Meissen, que mostrara a sua lealdade ao Imperador nas Guerras Hussitas. Frederico, então um dos sete Príncipes-Eleitores, era membro (e chefe) da Dinastia Wettin, que desde 1089 governava o vizinho Margraviato de Meissen (acima do rio Elba, e desde 1242 o Landgraviato da Turíngia. Turíngia, Eleitorado de Saxe-Wittenberg e Meissen passarma a estar, desta forma, em união pessoal a partir de 1423, união que passou a receber o nome de Alta Saxónia, ou simplesmente Saxónia.

#### Partições da Saxónia sob governo dos Wettin
| Eleitorado da Saxónia (1422–1464)           |                                             |                                             |                                             |                                             |                                             |                                             |                                                                |                                                                |                                                                |                                                                                 |                                                                                 |                                             |                                             |                                             |                                             |                                             |                                             |                                             |                                             |                                             |                                             |                                             |                                             |                                             |                                             |                                             |                                             |
| Territórios Albertinos                      | Territórios Albertinos                      | Territórios Albertinos                      | Territórios Albertinos                      | Territórios Albertinos                      | Territórios Albertinos                      | Territórios Albertinos                      | Territórios Albertinos                                         | Territórios Albertinos                                         | Territórios Albertinos                                         | Territórios Ernestinos                                                          | Territórios Ernestinos                                                          | Territórios Ernestinos                      | Territórios Ernestinos                      | Territórios Ernestinos                      | Territórios Ernestinos                      | Territórios Ernestinos                      | Territórios Ernestinos                      | Territórios Ernestinos                      | Territórios Ernestinos                      | Territórios Ernestinos                      | Territórios Ernestinos                      | Territórios Ernestinos                      | Territórios Ernestinos                      | Territórios Ernestinos                      | Territórios Ernestinos                      | Territórios Ernestinos                      | Territórios Ernestinos                      |
| Ducado Albertino da Saxónia (1464–1547)     | Ducado Albertino da Saxónia (1464–1547)     | Ducado Albertino da Saxónia (1464–1547)     | Ducado Albertino da Saxónia (1464–1547)     | Ducado Albertino da Saxónia (1464–1547)     | Ducado Albertino da Saxónia (1464–1547)     | Ducado Albertino da Saxónia (1464–1547)     | Ducado Albertino da Saxónia (1464–1547)                        | Ducado Albertino da Saxónia (1464–1547)                        | Ducado Albertino da Saxónia (1464–1547)                        | Eleitorado Ernestino da Saxónia (1464–1547)                                     | Eleitorado Ernestino da Saxónia (1464–1547)                                     | Eleitorado Ernestino da Saxónia (1464–1547) | Eleitorado Ernestino da Saxónia (1464–1547) | Eleitorado Ernestino da Saxónia (1464–1547) | Eleitorado Ernestino da Saxónia (1464–1547) | Eleitorado Ernestino da Saxónia (1464–1547) | Eleitorado Ernestino da Saxónia (1464–1547) | Eleitorado Ernestino da Saxónia (1464–1547) | Eleitorado Ernestino da Saxónia (1464–1547) | Eleitorado Ernestino da Saxónia (1464–1547) | Eleitorado Ernestino da Saxónia (1464–1547) | Eleitorado Ernestino da Saxónia (1464–1547) | Eleitorado Ernestino da Saxónia (1464–1547) | Eleitorado Ernestino da Saxónia (1464–1547) | Eleitorado Ernestino da Saxónia (1464–1547) | Eleitorado Ernestino da Saxónia (1464–1547) | Eleitorado Ernestino da Saxónia (1464–1547) |
| Ducado Albertino da Saxónia (1464–1547)     | Ducado Albertino da Saxónia (1464–1547)     | Ducado Albertino da Saxónia (1464–1547)     | Ducado Albertino da Saxónia (1464–1547)     | Ducado Albertino da Saxónia (1464–1547)     | Ducado Albertino da Saxónia (1464–1547)     | Ducado Albertino da Saxónia (1464–1547)     | Ducado Albertino da Saxónia (1464–1547)                        | Ducado Albertino da Saxónia (1464–1547)                        | Ducado Albertino da Saxónia (1464–1547)                        | Coburgo (1542–52)                                                               |                                                                                 |                                             |                                             |                                             |                                             |                                             |                                             |                                             |                                             |                                             |                                             |                                             |                                             |                                             |                                             |                                             |                                             |
| Eleitorado Albertino da Saxónia (1547–1806) | Eleitorado Albertino da Saxónia (1547–1806) | Eleitorado Albertino da Saxónia (1547–1806) | Eleitorado Albertino da Saxónia (1547–1806) | Eleitorado Albertino da Saxónia (1547–1806) | Eleitorado Albertino da Saxónia (1547–1806) | Eleitorado Albertino da Saxónia (1547–1806) | Eleitorado Albertino da Saxónia (1547–1806)                    | Eleitorado Albertino da Saxónia (1547–1806)                    | Eleitorado Albertino da Saxónia (1547–1806)                    | Ducado Ernestino da Saxónia (1547–1554)                                         | Ducado Ernestino da Saxónia (1547–1554)                                         | Ducado Ernestino da Saxónia (1547–1554)     | Ducado Ernestino da Saxónia (1547–1554)     | Ducado Ernestino da Saxónia (1547–1554)     | Ducado Ernestino da Saxónia (1547–1554)     | Ducado Ernestino da Saxónia (1547–1554)     | Ducado Ernestino da Saxónia (1547–1554)     | Ducado Ernestino da Saxónia (1547–1554)     | Ducado Ernestino da Saxónia (1547–1554)     | Ducado Ernestino da Saxónia (1547–1554)     | Ducado Ernestino da Saxónia (1547–1554)     | Ducado Ernestino da Saxónia (1547–1554)     | Ducado Ernestino da Saxónia (1547–1554)     | Ducado Ernestino da Saxónia (1547–1554)     | Ducado Ernestino da Saxónia (1547–1554)     |                                             |                                             |
| Eleitorado Albertino da Saxónia (1547–1806) | Eleitorado Albertino da Saxónia (1547–1806) | Eleitorado Albertino da Saxónia (1547–1806) | Eleitorado Albertino da Saxónia (1547–1806) | Eleitorado Albertino da Saxónia (1547–1806) | Eleitorado Albertino da Saxónia (1547–1806) | Eleitorado Albertino da Saxónia (1547–1806) | Eleitorado Albertino da Saxónia (1547–1806)                    | Eleitorado Albertino da Saxónia (1547–1806)                    | Eleitorado Albertino da Saxónia (1547–1806)                    |                                                                                 |                                                                                 |                                             |                                             |                                             |                                             |                                             |                                             |                                             |                                             |                                             |                                             |                                             |                                             |                                             |                                             |                                             |                                             |
| Eleitorado Albertino da Saxónia (1547–1806) | Eleitorado Albertino da Saxónia (1547–1806) | Eleitorado Albertino da Saxónia (1547–1806) | Eleitorado Albertino da Saxónia (1547–1806) | Eleitorado Albertino da Saxónia (1547–1806) | Eleitorado Albertino da Saxónia (1547–1806) | Eleitorado Albertino da Saxónia (1547–1806) | Eleitorado Albertino da Saxónia (1547–1806)                    | Eleitorado Albertino da Saxónia (1547–1806)                    | Eleitorado Albertino da Saxónia (1547–1806)                    | Coburgo & Eisenach (1554–66)                                                    | Coburgo & Eisenach (1554–66)                                                    | Gotha (1554–65)                             | Weimar (1554–66)                            | Weimar (1554–66)                            | Weimar (1554–66)                            | Weimar (1554–66)                            | Weimar (1554–66)                            | Weimar (1554–66)                            | Weimar (1554–66)                            | Weimar (1554–66)                            |                                             |                                             |                                             |                                             |                                             |                                             |                                             |
| Eleitorado Albertino da Saxónia (1547–1806) | Eleitorado Albertino da Saxónia (1547–1806) | Eleitorado Albertino da Saxónia (1547–1806) | Eleitorado Albertino da Saxónia (1547–1806) | Eleitorado Albertino da Saxónia (1547–1806) | Eleitorado Albertino da Saxónia (1547–1806) | Eleitorado Albertino da Saxónia (1547–1806) | Eleitorado Albertino da Saxónia (1547–1806)                    | Eleitorado Albertino da Saxónia (1547–1806)                    | Eleitorado Albertino da Saxónia (1547–1806)                    | Ducado Ernestino da Saxónia (1566–72)                                           |                                                                                 |                                             |                                             |                                             |                                             |                                             |                                             |                                             |                                             |                                             |                                             |                                             |                                             |                                             |                                             |                                             |                                             |
| Eleitorado Albertino da Saxónia (1547–1806) | Eleitorado Albertino da Saxónia (1547–1806) | Eleitorado Albertino da Saxónia (1547–1806) | Eleitorado Albertino da Saxónia (1547–1806) | Eleitorado Albertino da Saxónia (1547–1806) | Eleitorado Albertino da Saxónia (1547–1806) | Eleitorado Albertino da Saxónia (1547–1806) | Eleitorado Albertino da Saxónia (1547–1806)                    | Eleitorado Albertino da Saxónia (1547–1806)                    | Eleitorado Albertino da Saxónia (1547–1806)                    | Coburgo-Eisenach (1572–1638) (Dividido em Coburgo e Eisenach entre 1596 e 1633) | Coburgo-Eisenach (1572–1638) (Dividido em Coburgo e Eisenach entre 1596 e 1633) | Weimar (1572–1741)                          | Weimar (1572–1741)                          | Weimar (1572–1741)                          | Weimar (1572–1741)                          | Weimar (1572–1741)                          | Weimar (1572–1741)                          | Weimar (1572–1741)                          | Weimar (1572–1741)                          | Weimar (1572–1741)                          |                                             |                                             |                                             |                                             |                                             |                                             |                                             |
| Eleitorado Albertino da Saxónia (1547–1806) | Eleitorado Albertino da Saxónia (1547–1806) | Eleitorado Albertino da Saxónia (1547–1806) | Eleitorado Albertino da Saxónia (1547–1806) | Eleitorado Albertino da Saxónia (1547–1806) | Eleitorado Albertino da Saxónia (1547–1806) | Eleitorado Albertino da Saxónia (1547–1806) | Eleitorado Albertino da Saxónia (1547–1806)                    | Eleitorado Albertino da Saxónia (1547–1806)                    | Eleitorado Albertino da Saxónia (1547–1806)                    |                                                                                 |                                                                                 | Weimar (1572–1741)                          | Weimar (1572–1741)                          | Weimar (1572–1741)                          | Weimar (1572–1741)                          | Weimar (1572–1741)                          | Weimar (1572–1741)                          | Weimar (1572–1741)                          | Weimar (1572–1741)                          | Weimar (1572–1741)                          |                                             |                                             |                                             |                                             |                                             |                                             |                                             |
| Eleitorado Albertino da Saxónia (1547–1806) | Eleitorado Albertino da Saxónia (1547–1806) | Eleitorado Albertino da Saxónia (1547–1806) | Eleitorado Albertino da Saxónia (1547–1806) | Eleitorado Albertino da Saxónia (1547–1806) | Eleitorado Albertino da Saxónia (1547–1806) | Eleitorado Albertino da Saxónia (1547–1806) | Eleitorado Albertino da Saxónia (1547–1806)                    | Eleitorado Albertino da Saxónia (1547–1806)                    | Eleitorado Albertino da Saxónia (1547–1806)                    | Altemburgo (1603–1672)                                                          |                                                                                 |                                             |                                             |                                             |                                             |                                             |                                             |                                             |                                             |                                             |                                             |                                             |                                             |                                             |                                             |                                             |                                             |
| Eleitorado Albertino da Saxónia (1547–1806) | Eleitorado Albertino da Saxónia (1547–1806) | Eleitorado Albertino da Saxónia (1547–1806) | Eleitorado Albertino da Saxónia (1547–1806) | Eleitorado Albertino da Saxónia (1547–1806) | Eleitorado Albertino da Saxónia (1547–1806) | Eleitorado Albertino da Saxónia (1547–1806) | Eleitorado Albertino da Saxónia (1547–1806)                    | Eleitorado Albertino da Saxónia (1547–1806)                    | Eleitorado Albertino da Saxónia (1547–1806)                    |                                                                                 |                                                                                 |                                             |                                             |                                             |                                             |                                             |                                             |                                             |                                             |                                             |                                             |                                             |                                             |                                             |                                             |                                             |                                             |
| Eleitorado Albertino da Saxónia (1547–1806) | Eleitorado Albertino da Saxónia (1547–1806) | Eleitorado Albertino da Saxónia (1547–1806) | Eleitorado Albertino da Saxónia (1547–1806) | Eleitorado Albertino da Saxónia (1547–1806) | Eleitorado Albertino da Saxónia (1547–1806) | Eleitorado Albertino da Saxónia (1547–1806) | Eleitorado Albertino da Saxónia (1547–1806)                    | Eleitorado Albertino da Saxónia (1547–1806)                    | Eleitorado Albertino da Saxónia (1547–1806)                    |                                                                                 |                                                                                 |                                             |                                             |                                             |                                             |                                             |                                             |                                             |                                             |                                             |                                             |                                             |                                             |                                             |                                             |                                             |                                             |
| Eleitorado Albertino da Saxónia (1547–1806) | Eleitorado Albertino da Saxónia (1547–1806) | Eleitorado Albertino da Saxónia (1547–1806) | Eleitorado Albertino da Saxónia (1547–1806) | Eleitorado Albertino da Saxónia (1547–1806) | Eleitorado Albertino da Saxónia (1547–1806) | Eleitorado Albertino da Saxónia (1547–1806) | Eleitorado Albertino da Saxónia (1547–1806)                    | Eleitorado Albertino da Saxónia (1547–1806)                    | Eleitorado Albertino da Saxónia (1547–1806)                    | Eisenach (1640–44)                                                              | Eisenach (1640–44)                                                              |                                             |                                             | Gotha (1640–72)                             | Gotha (1640–72)                             | Gotha (1640–72)                             | Gotha (1640–72)                             |                                             |                                             |                                             |                                             |                                             |                                             |                                             |                                             |                                             |                                             |
|                                             |                                             | Zeitz (1656–1718)                           | Zeitz (1656–1718)                           | Merseburgo (1656–1738)                      | Merseburgo (1656–1738)                      | Merseburgo (1656–1738)                      | Weissenfels (1656–1746) (Renomeado Querfurt entre 1680 e 1739) | Weissenfels (1656–1746) (Renomeado Querfurt entre 1680 e 1739) | Weissenfels (1656–1746) (Renomeado Querfurt entre 1680 e 1739) |                                                                                 |                                                                                 |                                             |                                             | Gotha (1640–72)                             | Gotha (1640–72)                             | Gotha (1640–72)                             | Gotha (1640–72)                             |                                             |                                             |                                             |                                             |                                             |                                             |                                             |                                             |                                             |                                             |
|                                             | Marksuhl (1662–71)                          | Zeitz (1656–1718)                           | Zeitz (1656–1718)                           | Merseburgo (1656–1738)                      | Merseburgo (1656–1738)                      | Merseburgo (1656–1738)                      | Weissenfels (1656–1746) (Renomeado Querfurt entre 1680 e 1739) | Weissenfels (1656–1746) (Renomeado Querfurt entre 1680 e 1739) | Weissenfels (1656–1746) (Renomeado Querfurt entre 1680 e 1739) |                                                                                 | Jena (1662–90)                                                                  |                                             |                                             | Gotha (1640–72)                             | Gotha (1640–72)                             | Gotha (1640–72)                             | Gotha (1640–72)                             |                                             |                                             |                                             |                                             |                                             |                                             |                                             |                                             |                                             |                                             |
| Eisenach (1662-1741)                        | Eisenach (1662-1741)                        | Zeitz (1656–1718)                           | Zeitz (1656–1718)                           | Merseburgo (1656–1738)                      | Merseburgo (1656–1738)                      | Merseburgo (1656–1738)                      | Weissenfels (1656–1746) (Renomeado Querfurt entre 1680 e 1739) | Weissenfels (1656–1746) (Renomeado Querfurt entre 1680 e 1739) | Weissenfels (1656–1746) (Renomeado Querfurt entre 1680 e 1739) | Gotha & Altemburgo (1672–1826)                                                  | Gotha & Altemburgo (1672–1826)                                                  | Gotha & Altemburgo (1672–1826)              | Gotha & Altemburgo (1672–1826)              | Gotha & Altemburgo (1672–1826)              | Gotha & Altemburgo (1672–1826)              | Gotha & Altemburgo (1672–1826)              |                                             |                                             |                                             |                                             |                                             |                                             |                                             |                                             |                                             |                                             |                                             |
| Eisenach (1662-1741)                        | Eisenach (1662-1741)                        | Zeitz (1656–1718)                           | Zeitz (1656–1718)                           | Merseburgo-Lauchstädt (1684–90)             |                                             |                                             |                                                                |                                                                | Weissenfels-Barby (1680–1739)                                  |                                                                                 | Jena (1662–90)                                                                  |                                             | Eisenberg (1675–1707)                       | Meiningen (1675–1918)                       | Saalfeld (1675–99)                          | Coburgo (1675–99)                           | Römhild (1675–1710)                         |                                             |                                             |                                             |                                             |                                             |                                             |                                             |                                             |                                             |                                             |
| Eisenach (1662-1741)                        | Eisenach (1662-1741)                        |                                             | Zeitz-Pegau-Neustadt (1699–1713)            | Merseburgo-Zörbig (1691–1715)               |                                             | Merseburgo-Spremberg (1694–1731)            |                                                                |                                                                | Weissenfels-Barby (1680–1739)                                  | Coburgo-Saalfeld (1699–1826)                                                    | Coburgo-Saalfeld (1699–1826)                                                    |                                             | Eisenberg (1675–1707)                       | Meiningen (1675–1918)                       |                                             |                                             | Römhild (1675–1710)                         |                                             |                                             |                                             |                                             |                                             |                                             |                                             |                                             |                                             |                                             |
| Eisenach (1662-1741)                        | Eisenach (1662-1741)                        | Weissenfels-Dahme (1711–15)                 | Zeitz-Pegau-Neustadt (1699–1713)            | Merseburgo-Zörbig (1691–1715)               |                                             | Merseburgo-Spremberg (1694–1731)            |                                                                |                                                                | Weissenfels-Barby (1680–1739)                                  | Coburgo-Saalfeld (1699–1826)                                                    | Coburgo-Saalfeld (1699–1826)                                                    |                                             | Eisenberg (1675–1707)                       | Meiningen (1675–1918)                       |                                             |                                             | Römhild (1675–1710)                         |                                             |                                             |                                             |                                             |                                             |                                             |                                             |                                             |                                             |                                             |
| Eisenach (1662-1741)                        | Eisenach (1662-1741)                        |                                             |                                             |                                             |                                             | Merseburgo-Spremberg (1694–1731)            | Hildburghausen (1675–1826) renomeado Altemburgo (1826–1918)    |                                                                | Weissenfels-Barby (1680–1739)                                  |                                                                                 |                                                                                 |                                             |                                             | Meiningen (1675–1918)                       |                                             |                                             |                                             |                                             |                                             |                                             |                                             |                                             |                                             |                                             |                                             |                                             |                                             |
| Eisenach (1662-1741)                        | Eisenach (1662-1741)                        |                                             |                                             |                                             |                                             | Merseburgo-Spremberg (1694–1731)            |                                                                |                                                                | Weissenfels-Barby (1680–1739)                                  |                                                                                 |                                                                                 |                                             |                                             | Meiningen (1675–1918)                       |                                             |                                             |                                             |                                             |                                             |                                             |                                             |                                             |                                             |                                             |                                             |                                             |                                             |
|                                             |                                             |                                             |                                             |                                             |                                             |                                             |                                                                |                                                                |                                                                | Weimar-Eisenach (1741–1918) (Elevado a Grão-Ducado em 1815)                     |                                                                                 |                                             |                                             | Meiningen (1675–1918)                       |                                             |                                             |                                             |                                             |                                             |                                             |                                             |                                             |                                             |                                             |                                             |                                             |                                             |
|                                             |                                             |                                             |                                             |                                             |                                             |                                             |                                                                |                                                                |                                                                |                                                                                 |                                                                                 |                                             |                                             | Meiningen (1675–1918)                       |                                             |                                             |                                             |                                             |                                             |                                             |                                             |                                             |                                             |                                             |                                             |                                             |                                             |
| Reino da Saxónia (1806–1918)                |                                             |                                             |                                             |                                             |                                             |                                             |                                                                |                                                                |                                                                |                                                                                 |                                                                                 |                                             |                                             | Meiningen (1675–1918)                       |                                             |                                             |                                             |                                             |                                             |                                             |                                             |                                             |                                             |                                             |                                             |                                             |                                             |
|                                             |                                             |                                             |                                             |                                             |                                             |                                             | Província Prussiana da Saxónia (1815–1918)                     | Província Prussiana da Saxónia (1815–1918)                     | Província Prussiana da Saxónia (1815–1918)                     |                                                                                 |                                                                                 |                                             | Coburgo-Gotha (1826–1918)                   | Coburgo-Gotha (1826–1918)                   | Coburgo-Gotha (1826–1918)                   |                                             |                                             |                                             |                                             |                                             |                                             |                                             |                                             |                                             |                                             |                                             |                                             |

#### Os governantes
(Nota: A numeração dos príncipes é a mesma para todos os principados, uma vez que todos eram intitulados, de uma forma ou de outra, como Duques da Saxónia, apesar das várias partes em que a terra foi dividida e as várias numerações particulares de uma delas. Pretende-se, assim, uma sintetização numérica dos governantes Wettin, que desta forma seguem a linha Saxe-Wittenberg dos Ascânios (os seus predecessores) e por ano de sucessão.)
| Governante | Governante | Nascimento              | Reinado                                          | Morte                     | Parte                                                                                | Consorte | Notas |
| --- | ---------- | ----------------------- | ------------------------------------------------ | ------------------------- | ------------------------------------------------------------------------------------ | --- | --- |
| Frederico I O Belicoso (Friedrich der Streitbare) |            | 11 de abril de 1370     | 6 de janeiro de 1423 - 4 de janeiro de 1428      | 4 de janeiro de 1428      | Ducado da Saxónia e Eleitorado da Saxónia                                            | Catarina de Brunsvique-Luneburgo 7 de fevereiro de 1402 sete filhos | Após a extinção da linha Wittenberg da Dinastia Ascânia, o Eleitorado foi dado a Frederico, Margrave de Meissen e Landgrave da Turíngia. |
| Frederico II O Gentil (Friedrich der Sanftmütige) |            | 22 de abril de 1412     | 4 de janeiro de 1428 - 7 de setembro de 1464     | 7 de setembro de 1464     | Ducado da Saxónia e Eleitorado da Saxónia                                            | Margarida de Áustria 3 de junho de 1431 Leipzig oito filhos | Filho de Frederico I. Governou juntamente com os seus irmãos no ducado, mas foi herdeiro único do Eleitorado. Foi pai de ernesto e Alberto, fundadores, respetivamente, das linhas Ernestina e Albertina. |
| Ernesto I (Ernst) |            | 24 de março de 1441     | 7 de setembro de 1464 - 26 de agosto de 1486     | 26 de agosto de 1486      | Eleitorado da Saxónia Ernestino                                                      | Isabel da Baviera-Munique 25 de novembro de 1460 Leipzig sete filhos | Filho de Frederico II, fundou a linha Ernestina da Casa Wettin. |
| Alberto V O Temerário |            | 27 de janeiro de 1443   | 1464–1500                                        | 12 de setembro de 1500    | Ducado da Saxónia Albertino                                                          | Sidónia de Poděbrady 11 de novembro de 1464 Cheb nove filhos | Filho de Frederico II, fundou a linha Albertina da Casa Wettin. |
| Frederico III O Sábio (Friedrich der Weise) |            | 17 de janeiro de 1463   | 26 de agosto de 1486 - 5 de maio de 1525         | 5 de maio de 1525         | Eleitorado da Saxónia Ernestino                                                      | Não casou | Filho de Ernesto. Protetor de Martinho Lutero, mas nunca deixou o Catolicismo. Não deixou descendência. Governou juntmente com o seu irmão João, que lhe sucedeu. |
| Jorge I O Barbudo |            | 27 de agosto de 1471    | 1500-1539                                        | 17 de abril de 1539       | Ducado da Saxónia Albertino                                                          | Bárbara da Polónia 21 de novembro de 1496 Dresden dez filhos | Propôs uma Reforma Católica, opondo-se a Martinho Lutero. Não lhe restaram herdeiros masculinos à sua morte, pelo que foi sucedido pelo seu irmão Henrique. |
| João III O Firme (Johann der Beständige) |            | 30 de junho de 1468     | 5 de maio de 1525 - 16 de agosto de 1532         | 16 de agosto de 1532      | Eleitorado da Saxónia Ernestino                                                      | Sofia de Mecklemburgo-Schwerin 1 de março de 1500 Torgau um filho Margarida de Anhalt-Köthen 13 de novembro de 1513 Torgau quatro filhos | Governando com o irmão Frederico, estabelecera residência oficial em Weimar desde 1513. Porém, o seu governo oficial começa apenas em 1525, com a morte do seu irmão. Estabeleceu o Luteranismo nos seus territórios em 1527. |
| João Frederico I O Magnânimo (Johann Friedrich I der Großmütige) |            | 30 de junho de 1503     | 16 de agosto de 1532 - 19 de maio de 1547        | 3 de março de 1554        | Eleitorado da Saxónia Ernestino                                                      | Sibila de Cleves 9 de fevereiro de 1527 Torgau quatro filhos | Perdeu a sua dignidade eleitoral e respetivo território para o seu primo Maurício, na consequência da sua derrota contra o Imperador na Batalha de Mühlberg, na sequência da Guerra Esmalcalda. |
| João Ernesto I (Johann Ernst) |            | 10 de maio de 1521      | 16 de agosto de 1532 - 1542                      | 8 de fevereiro de 1553    | Eleitorado da Saxónia Ernestino                                                      | Catarina de Brunsvique-Grubenhagen 12 de fevereiro de 1542 Torgau sem filhos | Governou conjuntamente com o seu irmão João Frederico até 1542, quando o seu irmão lhe cede o Ducado de Saxe-Coburgo, para Ernesto governar de forma independente. |
| Henrique IV O Piedoso |            | 16 de março de 1473     | 1539-1541                                        | 18 de agosto de 1541      | Ducado da Saxónia Albertino                                                          | Catarina de Mecklemburgo-Schwerin 6 de julho de 1512 Freiberg nove filhos | Sucedeu ao seu irmão Jorge. Estabeleceu o Luteranismo na Saxónia Albertina. |
| Maurício I |            | 21 de março de 1521     | 1541-1547                                        | 9 de julho de 1553        | Ducado da Saxónia Albertino                                                          | Inês de Hesse 9 de janeiro de 1541 Marburg dois filhos | Primo segundo de João Frederico, neto de Alberto o Temerário. Apesar de Luterano, aliou-se a Carlos V do Sacro Império Romano-Germânico contra a Liga de Esmalcalda. Ganhou o eleitorado para a Linha Albertina em 1547 após a vitória de Carlos V na Batalha de Mühlberg. Não deixou descendência, sendo sucedido pelo seu irmão Augusto.                                              |
| João Ernesto I |            | 10 de maio de 1521      | 1542-1553                                        | 8 de fevereiro de 1553    | Saxe-Coburgo Ernestino                                                               | Catarina de Brunsvique-Grubenhagen 12 de fevereiro de 1542 Torgau sem filhos | O Saxe-Coburgo foi primordialmente criado por João Frederico para o seu irmão João Ernesto. Após a sua morte sem descendentes, a terra voltou para João Frederico, que na altura já havia perdido o Eleitorado e retinha então o Ducado saxão. |
| Após a sua expulsão do Eleitorado pelos Albertinos, os Ernestinos continuaram a governar a sul da Turíngia como Duques da Saxónia, mas as suas terras acabariam eventualmente por se dividir várias vezes em diversos pequenos ducados, que se designaram Ducados Ernestinos. |            |                         |                                                  |                           |                                                                                      | | |
| João Frederico I O Magnânimo |            | 30 de junho de 1503     | 1547-1554                                        | 3 de março de 1554        | Ducado da Saxónia Ernestino                                                          | Sibila de Cleves 9 de fevereiro de 1527 Torgau quatro filhos | Após a "troca" territorial, a linha Ernestina passou a deter o Ducado saxão. Após a sua morte o ducado foi dividido pelos filhos. |
| Maurício I (Moritz) |            | 21 de março de 1521     | 4 de junho de 1547 - 9 de julho de 1553          | 9 de julho de 1553        | Eleitorado da Saxónia Albertino                                                      | Inês de Hesse 9 de janeiro de 1541 Marburg dois filhos | Ganhou o eleitorado para a Linha Albertina em 1547 após a vitória de Carlos V na Batalha de Mühlberg. Não deixou descendência, sendo sucedido pelo seu irmão Augusto. |
| Augusto I (August) |            | 31 de julho de 1526     | 9 de julho de 1553 - 11 de fevereiro de 1586     | 11 de fevereiro de 1586   | Eleitorado da Saxónia Albertino                                                      | Ana da Dinamarca 7 de outubro de 1548 Torgau quinze filhos Inês Edviges de Anhalt 3 de janeiro de 1586 Dessau sem filhos | Irmão de Maurício, foi reconhecido como Eleitor pelo deposto Jão Frederico, em 1554. |
| João Frederico II |            | 8 de janeiro de 1529    | 1554-1565                                        | 19 de maio de 1595        | Saxe-Coburgo-Eisenach Ernestino                                                      | Inês de Hesse 26 de maio de 1555 Weimar sem filhos Isabel do Palatinado-Simmern-Sponheim 12 de junho de 1558 Weimar quatro filhos | Recebeu o Saxe-Weimar. Em 1565 uniu os seus domínios aos do seu irmão mais novo (em Gotha). Em 1566 abdicou a favor do seu irmão João Guilherme, que desta forma reuniu o Ducado. |
| João Frederico II | 1565-1566  | 8 de janeiro de 1529    | Saxe-Coburgo-Eisenach e Saxe-Gotha Ernestino     | 19 de maio de 1595        |                                                                                      | Inês de Hesse 26 de maio de 1555 Weimar sem filhos Isabel do Palatinado-Simmern-Sponheim 12 de junho de 1558 Weimar quatro filhos | Recebeu o Saxe-Weimar. Em 1565 uniu os seus domínios aos do seu irmão mais novo (em Gotha). Em 1566 abdicou a favor do seu irmão João Guilherme, que desta forma reuniu o Ducado. |
| João Frederico III O Jovem |            | 16 de janeiro de 1538   | 1554-1565                                        | 21 de outubro de 1565     | Saxe-Gotha Ernestino                                                                 | Não casou | Recebeu o Saxe-Gotha. Contudo deixou a administração do ducado aos irmãos mais velhos. Após a sua morte sem descendentes os seus domínios foram anexados aos do seu irmão mais velho. |
| João Guilherme I |            | 11 de março de 1530     | 1554-1566                                        | 2 de março de 1573        | Saxe-Weimar Ernestino                                                                | Doroteia Susana do Palatinado-Simmern 15 de junho de 1560 Heidelberg cinco filhos | Recebeu o Saxe-Weimar. Reuniu a Saxónia em 1566, após a abdicação do seu irmão mais velho. Em 1572, a Divisão de Erfurt dividiu uma vez mais a Saxónia, desta vez entre João Guilherme e os seus sobrinhos, filhos de João Frederico II. Depois da nova divisão de 1572, recebeu novamente o Saxe-Weimar.                                                                               |
| João Guilherme I | 1566-1572  | 11 de março de 1530     | Ducado da Saxónia Ernestino                      | 2 de março de 1573        |                                                                                      | Doroteia Susana do Palatinado-Simmern 15 de junho de 1560 Heidelberg cinco filhos | Recebeu o Saxe-Weimar. Reuniu a Saxónia em 1566, após a abdicação do seu irmão mais velho. Em 1572, a Divisão de Erfurt dividiu uma vez mais a Saxónia, desta vez entre João Guilherme e os seus sobrinhos, filhos de João Frederico II. Depois da nova divisão de 1572, recebeu novamente o Saxe-Weimar.                                                                               |
| João Guilherme I | 1572-1573  | 11 de março de 1530     | Saxe-Weimar Ernestino                            | 2 de março de 1573        |                                                                                      | Doroteia Susana do Palatinado-Simmern 15 de junho de 1560 Heidelberg cinco filhos | Recebeu o Saxe-Weimar. Reuniu a Saxónia em 1566, após a abdicação do seu irmão mais velho. Em 1572, a Divisão de Erfurt dividiu uma vez mais a Saxónia, desta vez entre João Guilherme e os seus sobrinhos, filhos de João Frederico II. Depois da nova divisão de 1572, recebeu novamente o Saxe-Weimar.                                                                               |
| João Casimiro |            | 12 de junho de 1564     | 1572-1596                                        | 16 de julho de 1633       | Saxe-Coburgo-Eisenach Ernestino                                                      | Ana da Saxónia 16 de janeiro de 1586 Dresden sem filhos Margarida de Brunsvique-Luneburgo 16 de setembro de 1599 Coburgo sem filhos | Filhos de João Frederico II, governaram em conjunto. Em 1569 dividiram as terras. João Casimiro reteve o Saxe-Coburgo e Joao Ernesto o Saxe-Eisenach. João Ernesto reuniu os dois ducados após a morte do irmão sem descendência em 1633, contudo, também ele não deixaria descendência, levando a que após a sua morte aqueles fossem divididos entre o Saxe-Altemburgo e Saxe-Weimar. |
| João Casimiro | 1596-1633  | 12 de junho de 1564     | Saxe-Coburgo Ernestino                           | 16 de julho de 1633       |                                                                                      | Ana da Saxónia 16 de janeiro de 1586 Dresden sem filhos Margarida de Brunsvique-Luneburgo 16 de setembro de 1599 Coburgo sem filhos | Filhos de João Frederico II, governaram em conjunto. Em 1569 dividiram as terras. João Casimiro reteve o Saxe-Coburgo e Joao Ernesto o Saxe-Eisenach. João Ernesto reuniu os dois ducados após a morte do irmão sem descendência em 1633, contudo, também ele não deixaria descendência, levando a que após a sua morte aqueles fossem divididos entre o Saxe-Altemburgo e Saxe-Weimar. |
| João Ernesto II |            | 9 de julho de 1566      | 1572-1596                                        | 23 de outubro de 1638     | Saxe-Coburgo-Eisenach Ernestino                                                      | Isabel de Mansfeld-Hinterort 23 de novembro de 1591 Wiener Neustadt um filho Cristina de Hesse-Cassel 14 de maio de 1598 Rotenburg an der Fulda sem filhos | Filhos de João Frederico II, governaram em conjunto. Em 1569 dividiram as terras. João Casimiro reteve o Saxe-Coburgo e Joao Ernesto o Saxe-Eisenach. João Ernesto reuniu os dois ducados após a morte do irmão sem descendência em 1633, contudo, também ele não deixaria descendência, levando a que após a sua morte aqueles fossem divididos entre o Saxe-Altemburgo e Saxe-Weimar. |
| João Ernesto II | 1596-1633  | 9 de julho de 1566      | Saxe-Eisenach Ernestino                          | 23 de outubro de 1638     |                                                                                      | Isabel de Mansfeld-Hinterort 23 de novembro de 1591 Wiener Neustadt um filho Cristina de Hesse-Cassel 14 de maio de 1598 Rotenburg an der Fulda sem filhos | Filhos de João Frederico II, governaram em conjunto. Em 1569 dividiram as terras. João Casimiro reteve o Saxe-Coburgo e Joao Ernesto o Saxe-Eisenach. João Ernesto reuniu os dois ducados após a morte do irmão sem descendência em 1633, contudo, também ele não deixaria descendência, levando a que após a sua morte aqueles fossem divididos entre o Saxe-Altemburgo e Saxe-Weimar. |
| João Ernesto II | 1633-1638  | 9 de julho de 1566      | Saxe-Coburgo-Eisenach Ernestino                  | 23 de outubro de 1638     |                                                                                      | Isabel de Mansfeld-Hinterort 23 de novembro de 1591 Wiener Neustadt um filho Cristina de Hesse-Cassel 14 de maio de 1598 Rotenburg an der Fulda sem filhos | Filhos de João Frederico II, governaram em conjunto. Em 1569 dividiram as terras. João Casimiro reteve o Saxe-Coburgo e Joao Ernesto o Saxe-Eisenach. João Ernesto reuniu os dois ducados após a morte do irmão sem descendência em 1633, contudo, também ele não deixaria descendência, levando a que após a sua morte aqueles fossem divididos entre o Saxe-Altemburgo e Saxe-Weimar. |
| Saxe-Coburgo-Eisenach dividida entre as vizinhas Saxe-Altemburgo e Saxe-Weimar. |            |                         |                                                  |                           |                                                                                      | | |
| Augusto I, Eleitor da Saxónia |            | 31 de julho de 1526     | 1573-1586                                        | 11 de fevereiro de 1586   | Saxe-Weimar Ernestino                                                                | Ana da Dinamarca 7 de outubro de 1548 Torgau quinze filhos Inês Edviges de Anhalt 3 de janeiro de 1586 Dessau sem filhos | Nomeado regente em nome de Frederico Guilherme, filho de João Guilherme. |
| Frederico Guilherme I |            | 25 de abril de 1562     | 1586-1602                                        | 7 de julho de 1602        | Saxe-Weimar Ernestino                                                                | Sofia de Württemberg 5 de maio de 1583 Weimar seis filhos Ana Maria do Palatinado-Neuburgo 9 de setembro de 1591 Neuburg an der Donau seis filhos | Após a sua morte, o seu irmão tomou as terras para si e no ano seguinte dividiu-as com os sobrinhos, filhos de Frederico Guilherme. |
| Cristiano I (Christian I) |            | 21 de março de 1521     | 11 de fevereiro de 1586 - 25 de setembro de 1591 | 25 de setembro de 1591    | Eleitorado da Saxónia Albertino                                                      | Sofia de Brandemburgo 25 de abril de 1582 Dresden sete filhos | |
| Sofia de Brandemburgo (regente) |            | 6 de junho de 1568      | 25 de setembro de 1591 - c.1601                  | 7 de dezembro de 1622     | Eleitorado da Saxónia Albertino                                                      | Cristiano I 25 de abril de 1582 Dresden sete filhos | Regente em nome do filho, Cristiano II. |
| Cristiano II (Christian II) |            | 23 de setembro de 1583  | c.1601 - 23 de junho de 1611                     | 23 de junho de 1611       | Eleitorado da Saxónia Albertino                                                      | Edviges da Dinamarca 12 de setembro de 1602 Dresden sem filhos | |
| João IV |            | 22 de maio de 1570      | 1602-1605                                        | 18 de julho de 1605       | Saxe-Weimar Ernestino                                                                | Doroteia Maria de Anhalt 7 de janeiro de 1593 Altemburgo doze filhos | Dividiu o Saxe-Weimar com os sobrinhos em 1603, retendo um Saxe-Weimar mais pequeno (por vezes designado Saxe-Weimar-Jena, dada a escolha temporária deste duque da cidade para a instalação do assento ducal). |
| João Filipe |            | 25 de janeiro de 1597   | 1603-1639                                        | 1 de abril de 1639        | Saxe (-Weimar) -Altemburgo Ernestino                                                 | Isabel de Brunsvique-Volfembutel 25 de outubro de 1618 Altemburgo um filho | Receberam e governaram conjuntamente o recém-criado Saxe-Altemburgo após a partição de 1603. Nenhum deles deixou descendência masculina, pelo que foram sucedidos pelo seu irmão mais novo, Frederico Guilherme. |
| Frederico IV |            | 12 de fevereiro de 1599 | 1603-1625                                        | 24 de outubro de 1625     | Saxe (-Weimar) -Altemburgo Ernestino                                                 | Não casou | Receberam e governaram conjuntamente o recém-criado Saxe-Altemburgo após a partição de 1603. Nenhum deles deixou descendência masculina, pelo que foram sucedidos pelo seu irmão mais novo, Frederico Guilherme. |
| João Guilherme II |            | 13 de abril de 1600     | 1603-1632                                        | 2 de dezembro de 1632     | Saxe (-Weimar) -Altemburgo Ernestino                                                 | Não casou | Receberam e governaram conjuntamente o recém-criado Saxe-Altemburgo após a partição de 1603. Nenhum deles deixou descendência masculina, pelo que foram sucedidos pelo seu irmão mais novo, Frederico Guilherme. |
| João Ernesto III |            | 21 de fevereiro de 1594 | 1605-1626                                        | 6 de dezembro de 1626     | Saxe-Weimar Ernestino                                                                | Não casou | Filhos de João IV, governaram em conjunto. Em 1640 os irmãos dividram a terra. Guilherme manteve Saxe-Weimar, Alberto reteve Saxe-Eisenach e a Ernesto coube Saxe-Gotha. Em 1644 Guilherme uniu os seus domínios com os de seu irmão Alberto, entretanto falecido. Após a morte de Guilherme, os ducados que retinha seriam dividios pelos seus quatro filhos.                          |
| Guilherme I O Grande |            | 11 de abril de 1598     | 1626-1644                                        | 17 de maio de 1662        | Saxe-Weimar Ernestino                                                                | Leonor Doroteia de Anhalt-Dessau 23 de maio de 1625 Weimar nove filhos | Filhos de João IV, governaram em conjunto. Em 1640 os irmãos dividram a terra. Guilherme manteve Saxe-Weimar, Alberto reteve Saxe-Eisenach e a Ernesto coube Saxe-Gotha. Em 1644 Guilherme uniu os seus domínios com os de seu irmão Alberto, entretanto falecido. Após a morte de Guilherme, os ducados que retinha seriam dividios pelos seus quatro filhos.                          |
| Guilherme I O Grande | 1644-1662  | 11 de abril de 1598     | Saxe-Weimar and Saxe-Eisenach Ernestino          | 17 de maio de 1662        |                                                                                      | Leonor Doroteia de Anhalt-Dessau 23 de maio de 1625 Weimar nove filhos | Filhos de João IV, governaram em conjunto. Em 1640 os irmãos dividram a terra. Guilherme manteve Saxe-Weimar, Alberto reteve Saxe-Eisenach e a Ernesto coube Saxe-Gotha. Em 1644 Guilherme uniu os seus domínios com os de seu irmão Alberto, entretanto falecido. Após a morte de Guilherme, os ducados que retinha seriam dividios pelos seus quatro filhos.                          |
| Alberto VI |            | 27 de julho de 1599     | 1605-1640                                        | 20 de dezembro de 1644    | Saxe-Weimar Ernestino                                                                | Doroteia de Saxe-Altemburgo 24 de junho de 1633 Weimar sem filhos | Filhos de João IV, governaram em conjunto. Em 1640 os irmãos dividram a terra. Guilherme manteve Saxe-Weimar, Alberto reteve Saxe-Eisenach e a Ernesto coube Saxe-Gotha. Em 1644 Guilherme uniu os seus domínios com os de seu irmão Alberto, entretanto falecido. Após a morte de Guilherme, os ducados que retinha seriam dividios pelos seus quatro filhos.                          |
| Alberto VI | 1640-1644  | 27 de julho de 1599     | Saxe (-Weimar) -Eisenach Ernestino               | 20 de dezembro de 1644    |                                                                                      | Doroteia de Saxe-Altemburgo 24 de junho de 1633 Weimar sem filhos | Filhos de João IV, governaram em conjunto. Em 1640 os irmãos dividram a terra. Guilherme manteve Saxe-Weimar, Alberto reteve Saxe-Eisenach e a Ernesto coube Saxe-Gotha. Em 1644 Guilherme uniu os seus domínios com os de seu irmão Alberto, entretanto falecido. Após a morte de Guilherme, os ducados que retinha seriam dividios pelos seus quatro filhos.                          |
| Ernesto II O Piedoso |            | 25 de dezembro de 1601  | 1605-1640                                        | 26 de março de 1675       | Saxe-Weimar Ernestino                                                                | Isabel Sofia de Saxe-Altemburgo 24 de outubro de 1636 Altemburgo dezoito filhos | Filhos de João IV, governaram em conjunto. Em 1640 os irmãos dividram a terra. Guilherme manteve Saxe-Weimar, Alberto reteve Saxe-Eisenach e a Ernesto coube Saxe-Gotha. Em 1644 Guilherme uniu os seus domínios com os de seu irmão Alberto, entretanto falecido. Após a morte de Guilherme, os ducados que retinha seriam dividios pelos seus quatro filhos.                          |
| Ernesto II O Piedoso | 1640-1672  | 25 de dezembro de 1601  | Saxe (-Weimar) -Gotha Ernestino                  | 26 de março de 1675       |                                                                                      | Isabel Sofia de Saxe-Altemburgo 24 de outubro de 1636 Altemburgo dezoito filhos | Filhos de João IV, governaram em conjunto. Em 1640 os irmãos dividram a terra. Guilherme manteve Saxe-Weimar, Alberto reteve Saxe-Eisenach e a Ernesto coube Saxe-Gotha. Em 1644 Guilherme uniu os seus domínios com os de seu irmão Alberto, entretanto falecido. Após a morte de Guilherme, os ducados que retinha seriam dividios pelos seus quatro filhos.                          |
| João Jorge I (Johann Georg I) |            | 5 de março de 1585      | 23 de junho de 1611 - 8 de outubro de 1656       | 8 de outubro de 1656      | Eleitorado da Saxónia Albertino                                                      | Sibila Isabel de Württemberg 16 de setembro de 1604 Dresden um filho Madalena Sibila da Prússia 19 de julho de 1607 Torgau dez filhos | Irmão de Cristiano II, governou durante a Guerra dos Trinta Anos, durante a qual se aliou com ambas as fações em períodos diferentes. Legou partes do seu Eleitorado a segundos filhos, embora garantindo o título de Eleitor apenas ao primogénito. |
| Frederico Guilherme II |            | 12 de fevereiro de 1602 | 1639-1669                                        | 22 de abril de 1669       | Saxe (-Weimar) -Altemburgo Ernestino                                                 | Sofia Isabel de Brandemburgo 18 de setembro de 1638 Altemburgo sem filhos Madalena Sibila da Saxónia 11 de outubro de 1652 Dresden três filhos | Irmão de João Filipe, Frederico e João Guilherme. Sucedeu aos seus irmãos sem filhos. Recebeu uma parte de Saxe-Coburgo-Eisenach em 1638 após a morte de João Ernesto II. |
| João Jorge II (Johann Georg II) |            | 31 de maio de 1613      | 8 de outubro de 1656 - 22 de agosto de 1680      | 22 de agosto de 1680      | Eleitorado da Saxónia Albertino                                                      | Madalena Sibila de Brandemburgo-Bayreuth 13 de novembro de 1638 Dresden três filhos | |
| Augusto II |            | 13 de agosto de 1614    | 1656-1680                                        | 4 de junho de 1680        | Saxe-Weissenfels Albertino                                                           | Ana Maria de Mecklemburgo-Schwerin 23 de novembro de 1647 Schwerin doze filhos Joana Valburga de Leiningen-Westerburg 29 de janeirod e 1672 Halle three children | Filho do Eleitor João Jorge I, herdou Saxe-Wissenfels de seu pai. Após a sua morte, Weissenfels foi dividida. |
| Cristiano III |            | 27 de outubro de 1615   | 1656-1691                                        | 18 de outubro de 1691     | Saxe-Merseburgo Albertino                                                            | Cristiana de Schleswig-Holstein-Sonderburg-Glücksburg 19 de novembro de 1650 Dresden onze filhos | Filho de João Jorge I, herdou o Saxe-Merseburgo. |
| Maurício II |            | 28 de março de 1619     | 1662-1681                                        | 4 de dezembro de 1681     | Saxe-Zeitz Albertino                                                                 | Sofia Edviges de Schleswig-Holstein-Sonderburg-Glücksburg 19 de novembro de 1650 Dresden dois filhos Doroteia Maria de Saxe-Weimar 3 de julho de 1656 Weimar dez filhos Sofia Isabel de Schleswig-Holstein-Sonderburg-Wiesenburg 14 de junho de 1676 Wiesenburg sem filhos                                                            | Filho de João Jorge I, herdou o Saxe-Zeitz. |
| João Ernesto IV |            | 11 de setembro de 1627  | 1662-1683                                        | 15 de maio de 1683        | Saxe-Weimar Ernestino                                                                | Cristina Isabel de Schleswig-Holstein-Sonderburg 14 de agosto de 1656 Weimar cinco filhos | Filho de Guilherme I, recebeu o restante Saxe-Weimar após a morte do pai e partilha de terra com os irmãos. |
| Bernardo IV |            | 14 de outubro de 1638   | 1662-1678                                        | 3 de maio de 1678         | Saxe-Jena Ernestino                                                                  | Marie Charlotte de la Trémoille 10 de junho de 1662 Paris cinco filhos | Filho de Guilherme I, recebeu o Saxe-Jena. |
| Adolfo Guilherme |            | 15 de maio de 1632      | 1662-1668                                        | 21 de novembro de 1668    | Saxe-Eisenach Ernestino                                                              | Maria Isabel de Brunsvique-Volfembutel 18 de janeiro de 1663 Volfembutel cinco filhos | Filho de Guilherme I, recebeu o Saxe-Eisenach. |
| João Jorge III |            | 12 de julho de 1634     | 1662-1671                                        | 19 de setembro de 1686    | Saxe-Marksuhl Ernestino                                                              | Joaneta de Sayn-Wittgenstein 29 de maio de 1661 Wallau nove filhos | Filho de Guilherme I, recbeu o Saxe-Marksuhl. Herdu o Eisenach após a morte do sobrinho menor em 1671, unindo Marksuhl a Eisenach. |
| Saxe-Marksuhl foi anexada a Saxe-Eisenach |            |                         |                                                  |                           |                                                                                      | | |
| João Jorge III, Duque de Saxe-Marksuhl (regente) |            | 12 de julho de 1634     | 1668-1671                                        | 19 de setembro de 1686    | Saxe-Eisenach Ernestino                                                              | Joaneta de Sayn-Wittgenstein 29 de maio de 1661 Wallau nove filhos | Regente em nome do sobrinho. |
| Guilherme Augusto |            | 30 de novembro de 1668  | 1668-1671                                        | 23 de fevereiro de 1671   | Saxe-Eisenach Ernestino                                                              | Não casou | Faleceu ainda menor. O seu tio, como regente, herdou depois as suas terras. |
| João Jorge II (regente) |            | 31 de maio de 1613      | 1669-1672                                        | 22 de agosto de 1680      | Saxe (-Weimar) -Altemburgo Ernestino                                                 | Madalena Sibila de Brandemburgo-Bayreuth 13 de novembro de 1638 Dresden três filhos | Regente em nome de Frederico Guilherme III. O menor nunca chegaria atingir a maioridade. |
| Frederico Guilherme III |            | 12 de julho de 1657     | 1669-1672                                        | 14 de abril de 1672       | Saxe (-Weimar) -Altemburgo Ernestino                                                 | Não casou | Filho de Frederico Guilherme II, morreu ainda menor. As suas terras foram dividadas entre o SAxe-Gotha e o Saxe-Weimar. |
| Saxe-Altemburgo anexado a Saxe-Gotha para formar o Saxe-Gotha-Altemburgo |            |                         |                                                  |                           |                                                                                      | | |
| João Jorge III |            | 12 de julho de 1634     | 1671-1686                                        | 19 de setembro de 1686    | Saxe-Eisenach Ernestino                                                              | Joaneta de Sayn-Wittgenstein 29 de maio de 1661 Wallau nove filhos | Herdou Eisenach do sobrinho menor em 1671, anexando Marksuhl a Eisenach. |
| Ernesto II O Piedoso |            | 25 de dezembro de 1601  | 1672-1675                                        | 26 de março de 1675       | Saxe-Gotha-Altemburgo Ernestino                                                      | Isabel Sofia de Saxe-Altemburgo 24 de outubro de 1636 Altemburgo dezoito filhos | Reuniu os seus domínios e os da esposa, que herdou o SAxe-Altemburgo de Frederico Guilherme III. |
| Frederico V |            | 15 de julho de 1646     | 1675-1691                                        | 2 de agosto de 1691       | Saxe-Gotha-Altemburgo Ernestino                                                      | Madalena Sibila de Saxe-Weissenfels 14 de novembro de 1669 Halle oito filhos Cristina de Baden-Durlach 14 de agosto de 1681 Ansbach sem filhos | Filho de Ernesto, recebeu o Saxe-Gotha-Altemburgo após a morte do pai. |
| Alberto VII |            | 24 de maio de 1648      | 1675-1699                                        | 6 de agosto de 1699       | Saxe-Coburgo Ernestino                                                               | Maria Isabel de Brunsvique-Volfembutel 18 de julho de 1676 Gotha um filho Susana Isabel Kempinsky 24 de maio de 1688 Coburgo morganático sem filhos | Filho de Ernesto II, recebeu o Saxe-Coburgo. Não deixando descendentes, as suas terras foram anexadas por João Ernesto de Saxe-Saalfeld. |
| Saxe-Coburgo foi anexado a Saxe-Saalfeld para formar Saxe-Coburgo-Saalfeld |            |                         |                                                  |                           |                                                                                      | | |
| Bernardo V |            | 10 de setembro de 1649  | 1675-1706                                        | 27 de abril de 1706       | Saxe-Meiningen Ernestino                                                             | Maria Edviges de Hesse-Darmstadt 20 November 1671 Gotha sete filhos Isabel Leonor de Brunsvique-Volfembutel 25 de janeiro de 1681 Schöningen cinco filhos | Filho de Ernesto II, recebeu o Saxe-Meiningen. |
| Henrique V |            | 19 de novembro de 1650  | 1675-1710                                        | 13 de maio de 1710        | Saxe-Römhild Ernestino                                                               | Maria Isabel de Hesse-Darmstadt 1 de março de 1676 Darmstadt sem filhos | Filho de Ernesto II, recebeu o Saxe-Römhild. Não deixou descendentes, sendoas suas terras anexadas a Saxe-Coburgo-Saalfeld. |
| Saxe-Römhild anexado a Saxe-Coburgo-Saalfeld |            |                         |                                                  |                           |                                                                                      | | |
| Cristiano IV |            | 6 de janeiro de 1653    | 1675-1707                                        | 28 de abril de 1707       | Saxe-Eisenberg                                                                       | Cristiana de Saxe-Merseburgo 13 de fevereiro de 1677 Merseburgo um filho Sofia Maria de Hesse-Darmstadt 9 fevereiro de 1681 Darmstadt sem filhos | Filho de Ernesto II, recebeu o Saxe-Eisenberg. Não deixou descendentes masculinos e as suas terras foram anexadas a Saxe-Hildburghausen. |
| Saxe-Eisenberg anexado a Saxe-Hildburghausen |            |                         |                                                  |                           |                                                                                      | | |
| Ernesto III |            | 12 de junho de 1655     | 1675-1715                                        | 17 de outubro de 1715     | Saxe-Hildburghausen Ernestino                                                        | Sofia de Waldeck 30 de novembro de 1680 Arolsen dezoito filhos | Filho de Ernesto II, recebeu o Saxe-Hildburghausen. |
| João Ernesto V |            | 22 de agosto de 1658    | 1675-1699                                        | 17 de fevereiro de 1729   | Saxe-Saalfeld Ernestino                                                              | Sofia Edviges de Saxe-Merseburgo 18 de fevereiro de 1680 Merseburgo cinco filhos Carlota Joana de Waldeck-Wildungen 2 de dezembro de 1690 Maastricht oito filhos | Filho de Ernesto II, recebeu o Saxe-Saalfeld. Em 1699 reunificou as suas terras com Saxe-Coburgo, formando SAxe-Coburgo-Saalfeld. |
| João Ernesto V | 1699-1729  | 22 de agosto de 1658    | Saxe-Coburgo-Saalfeld Ernestino                  | 17 de fevereiro de 1729   |                                                                                      | Sofia Edviges de Saxe-Merseburgo 18 de fevereiro de 1680 Merseburgo cinco filhos Carlota Joana de Waldeck-Wildungen 2 de dezembro de 1690 Maastricht oito filhos | Filho de Ernesto II, recebeu o Saxe-Saalfeld. Em 1699 reunificou as suas terras com Saxe-Coburgo, formando SAxe-Coburgo-Saalfeld. |
| João Ernesto IV, Duque de Saxe-Weimar (regente) |            | 11 de setembro de 1627  | 1678-1683                                        | 15 de maio de 1683        | Saxe-Jena Ernestino                                                                  | Cristina Isabel de Schleswig-Holstein-Sonderburg 14 de agosto de 1656 Weimar cinco filhos | Regentes em nome de João Guilherme. |
| João Jorge III, Duque de Saxe-Eisenach (regente) |            | 12 de julho de 1634     | 1683-1686                                        | 19 de setembro de 1686    | Saxe-Jena Ernestino                                                                  | Joaneta de Sayn-Wittgenstein 29 de maio de 1661 Wallau nove filho | Regentes em nome de João Guilherme. |
| Guilherme Ernesto I, Duque de Saxe-Weimar (regente) |            | 19 de outubro de 1662   | 1686-1690                                        | 26 de agosto de 1728      | Saxe-Jena Ernestino                                                                  | Carlota Maria de Saxe-Jena 2 de novembro de 1683 Eisenach sem filhos | Regentes em nome de João Guilherme. |
| João Guilherme III |            | 28 de março de 1675     | 1678-1690                                        | 4 de novembro de 1690     | Saxe-Jena Ernestino                                                                  | Não casou | Filho de Bernardo IV. Faleceu ainda menor. |
| Saxe-Jena dividido entre Saxe-Eisenach and Saxe-Weimar |            |                         |                                                  |                           |                                                                                      | | |
| João Jorge IV (Johann Georg III) |            | 20 de junho de 1647     | 22 de agosto de 1680 - 12 de setembro de 1691    | 12 de setembro de 1691    | Eleitorado da Saxónia Albertino                                                      | Ana Sofia da Dinamarca 9 de outubro de 1666 Copenhaga dois filhos | |
| João Adolfo I |            | 2 de novembro de 1649   | 1680-1697                                        | 24 de maio de 1697        | Saxe-Weissenfels-Querfurt Albertno                                                   | Joana Madalena de Saxe-Altemburgo 25 de outubro de 1671 Altemburgo onze filhos Cristiana Guilhermina de Bünau 3 de fevereiro de 1692 Querfurt (morganático) sem filhos | Herdou o restante Saxe-Weissenfels. |
| Henrique VI |            | 29 de setembro de 1657  | 1680-1728                                        | 16 de fevereiro de 1728   | Saxe-Weissenfels-Barby Albertino                                                     | Isabel Albertina de Anhalt-Dessau 30 March 1686 Dessau seven children | Herdou Saxe-Weissenfels-Barby. |
| Maurício Guilherme I |            | 12 de março de 1664     | 1681-1718                                        | 15 de novembro de 1718    | Saxe-Zeitz Albertino                                                                 | Maria Amália de Brandemburgo 25 de junho de 1689 Potsdam cinco filhos | Não deixou descendentes. Após a sua morte Saxe-Zeitz reintegrou o Eleitorado saxão. |
| Saxe-Zeitz reintegrado no Eleitorado da Saxónia |            |                         |                                                  |                           |                                                                                      | | |
| Guilherme Ernesto I |            | 19 de outubro de 1662   | 1683-1728                                        | 26 de agosto de 1728      | Saxe-Weimar Ernestino                                                                | Carlota Maria de Saxe-Jena 2 de novembro de 1683 Eisenach sem filhos | Governaram em conjunto; João Ernesto era duque apenas nominalmente, uma vez que era Guilherme Ernesto quem detinha todo o poder. |
| João Ernesto VI |            | 22 de junho de 1664     | 1683-1707                                        | 10 de maio de 1707        | Saxe-Weimar Ernestino                                                                | Sofia Augusta de Anhalt-Zerbst 11 de outubro de 1685 Zerbst cinco filhos Carlota Doroteia de Hesse-Homburgo 4 de novembro de 1694 Cassel quatro filhos | Governaram em conjunto; João Ernesto era duque apenas nominalmente, uma vez que era Guilherme Ernesto quem detinha todo o poder. |
| Filipe |            | 26 de outubro de 1657   | 1684-1690                                        | 1 de julho de 1690        | Saxe-Merseburgo-Lauchstädt Albertino                                                 | Leonor Sofia de Saxe-Weimar 9 July 1684 Weimar two children Luísa Isabel de Württemberg-Oels 17 de agosto de 1688 Bernstadt um filho | Filho de Cristiano III, recebeu d pai a vila de Lauchstädt, governando-a em vida do pai. Como o precedeu na morte, as terras regressaram ao pai. |
| João Jorge V |            | 24 de julho de 1665     | 1686-1698                                        | 10 de novembro de 1698    | Saxe-Eisenach Ernestino                                                              | Sofia Carlota de Württemberg 20 de setembro de 1688 Kirchheim unter Teck sem filhos | Não deixou descendência, sendo sucedido pelo seu irmão. |
| João Jorge VI (Johann Georg IV) |            | 18 de outubro 1668      | 12 de setembro de 1691 - 27 de abril de 1694     | 27 de abril de 1694       | Albertine Eleitorado da Saxónia                                                      | Leonor Edmunda de Saxe-Eisenach 17 de abril de 1692 Leipzig sem filhos | |
| Cristiano V |            | 19 de novembro de 1653  | 1691-1694                                        | 20 de outubro de 1694     | Saxe-Merseburgo Albertino                                                            | Edmunda Doroteia de Saxe-Zeitz 14 de outubro de 1679 Moritzburgo sete filhos | |
| Augusto III |            | 15 de fevereiro de 1655 | 1691-1715                                        | 27 de março de 1715       | Saxe-Merseburgo-Zörbig Albertino                                                     | Edviges de Mecklemburgo-Güstrow 1 de dezembro de 1686 Güstrow oito filhos | Filho de Cristiano III. Recebeu do irmão a vila de Zörbig. Faleceu sem descendentes e as suas terras regressaram a Saxe-Merseburgo. |
| Saxe-Merseburgo-Zörbig reanexado a Saxe-Merseburgo |            |                         |                                                  |                           |                                                                                      | | |
| Bernardo V, Duque de Saxe-Meiningen (regente) |            | 10 de setembro de 1649  | 1691-1693                                        | 27 de abril de 1706       | Saxe-Gotha-Altemburgo Ernestino                                                      | Maria Edviges de Hesse-Darmstadt 20 November 1671 Gotha sete filhos Isabel Leonor de Brunsvique-Volfembutel 25 de janeiro de 1681 Schöningen cinco filhos | Regentes em nome do sobrinho, Frederico VI. |
| Henrique V, Duque de Saxe-Römhild (regente) |            | 19 de novembro de 1650  | 1691-1693                                        | 13 de maio de 1710        | Saxe-Gotha-Altemburgo Ernestino                                                      | Maria Isabel de Hesse-Darmstadt 1 de março de 1676 Darmstadt sem filhos | Regentes em nome do sobrinho, Frederico VI. |
| Frederico VI |            | 28 de julho de 1676     | 1693-1732                                        | 23 de março de 1732       | Saxe-Gotha-Altemburgo Ernestino                                                      | Madalena Augusta de Anhalt-Zerbst 7 de junho de 1696 Gotha dezanove filhos | |
| Frederico Augusto I O Forte (Friedrich August I) |            | 12 de maio de 1670      | 27 de abril de 1694 - 1 de fevereiro de 1733     | 1 de fevereiro de 1733    | Eleitorado da Saxónia Albertino                                                      | Cristiana Everadina de Brandemburgo-Bayreuth 20 de janeiro de 1693 Bayreuth um filho | Irmão de João Jorge VI. Converteu-se ao Catolicismo em 1697 para se sujeitar à eleição para a coroa da Polónia, que acabou por ser sua em 1697, com a oposição de Estanislau I Leszczyński. Em 1704 foi forçado a abdicar dela, mas regressou definitivamente em 1709, mantendo essa coroa até à morte, e passando-a para seu filho.                                                    |
| Henrique VII |            | 2 de setembro de 1661   | 1694-1731                                        | 28 de julho de 1738       | Saxe-Merseburgo-Spremberg Albertino                                                  | Isabel de Mecklemburgo-Güstrow 29 de março de 1692 Güstrow três filhos | Filho de Cristiano III. Recebeu do seu irmão a vila de Spremberg- Em 1731 sucedeu no Saxe-Merseburgo, reunindo as suas terras originais com as que herdou. |
| Saxe-Merseburgo-Spremberg anexado ao Saxe-Merseburgo |            |                         |                                                  |                           |                                                                                      | | |
| Frederico Augusto I, Eleitor da Saxónia (regente) |            | 12 de maio de 1670      | 1694-1712                                        | 1 de fevereiro de 1733    | Saxe-Merseburgo Albertino                                                            | Cristiana Everadina de Brandemburgo-Bayreuth 20 de janeiro de 1693 Bayreuth um filho | Regentes em nome de Cristiano Maurício, e depois de Maurício Guilherme. |
| Edmunda Doroteia de Saxe-Zeitz (regente) |            | 13 de novembro de 1661  | 29 de abril de 1720                              | Saxe-Merseburgo Albertino | Cristiano V 14 de outubro de 1679 Moritzburg seven children                          | | Regentes em nome de Cristiano Maurício, e depois de Maurício Guilherme. |
| Cristiano VI Maurício |            | 7 de novembro de 1680   | 1694                                             | 14 de novembro de 1694    | Saxe-Merseburgo Albertino                                                            | Não casou | Faleceu ainda menor, sendo sucedido por seu irmão Maurício Guilherme. |
| Maurício Guilherme II |            | 5 de fevereiro de 1688  | 1712-1731                                        | 21 de abril de 1731       | Saxe-Merseburgo Albertino                                                            | Henriqueta Carlota de Nassau-Idstein 4 de novembro de 1711 Idstein um filho | Left no descendants. He was succeeded by his uncle, Henry. |
| João Jorge VII |            | 13 de julho de 1677     | 1697-1712                                        | 16 de março de 1712       | Saxe-Weissenfels-Querfurt Albertino                                                  | Frederica Isabel de Saxe-Eisenach 7 de janeiro de 1698 Jena sete filhos | Não deixou descendência, sendo sucedido pelo seu irmão Cristiano. |
| João Guilherme IV |            | 17 de outubro de 1666   | 1698-1729                                        | 14 de janeiro de 1729     | Saxe-Eisenach Ernestino                                                              | Amália de Nassau-Dietz 28 de novembro de 1690 Oranjewoud dois filhos Cristina Juliana de Baden-Durlach 27 de fevereiro de 1697 Volfembutel sete filhos Madalena Sibila de Saxe-Weissenfels 28 de julho de 1708 Weissenfels três filhos Marie Cristina de Leiningen-Dagsburg-Falkenburg-Heidesheim 29 de maio de 1727 Hanau sem filhos | |
| Frederico Henrique |            | 21 de julho de 1668     | 1699-1713                                        | 18 de dezembro de 1713    | Saxe-Zeitz-Pegau-Neustadt Albertino                                                  | Sofia Angélica de Württemberg-Oels 23 de abril de 1699 Oleśnica sem filhos Ana Frederica Filipina de Schleswig-Holstein-Sonderburg-Wiesenburg 27 de fevereiro de 1702 Moritzburgo dois filhos | Filho de Maurício II, recebeu do seu irmão Maurício Guilherme as cidades de Pegau e Neustadt. Não deixou descendência, pelo que as terras retornaram a Saxe-Zeitz. |
| Saxe-Zeitz-Pegau-Neustadt reanexado a Saxe-Zeitz |            |                         |                                                  |                           |                                                                                      | | |
| Ernesto Luís I |            | 7 de outubro de 1672    | 1706-1724                                        | 24 de novembro de 1724    | Saxe-Meiningen Ernestino                                                             | Doroteia Maria de Saxe-Gotha-Altemburgo 19 de setembro de 1704 Gotha cinco filhos Isabel Sofia de Brandemburgo 3 de junho de 1714 Coburgo sem filhos | |
| Frederico VII |            | 20 de novembro de 1673  | 1711-1715                                        | 16 de abril de 1715       | Saxe-Weissenfels-Dahme Albertino                                                     | Emília Inês Reuss de Schleiz 13 de fevereiro de 1711 Dahme sem filhos | Filho de Augusto II, foi-lhe dado, por seu irmão João Adolfo em 1711, o Saxe-Weissenfels-Dahme. Após a sua morte Dahme foi reanexado a Saxe-Weissenfels-Querfurt. |
| Saxe-Weissenfels-Dahme reanexado a Saxe-Weissenfels-Querfurt |            |                         |                                                  |                           |                                                                                      | | |
| Cristiano VII |            | 23 de fevereiro de 1682 | 1712-1736                                        | 28 de junho de 1736       | Saxe-Weissenfels-Querfurt Albertino                                                  | Luísa Cristina de Stolberg-Stolberg-Ortenberg 12 de maio de 1712 Stolberg sem filhos | Não deixou descendência masculina, sendo sucedido por seu irmão João Adolfo. |
| Ernesto Frederico I |            | 21 de agosto de 1681    | 1715-1724                                        | 9 de março de 1724        | Saxe-Hildburghausen Ernestino                                                        | Sofia Albertina de Erbach-Erbach 4 de fevereiro de 1704 Erbach im Odenwald catorze filhos | |
| Sofia Albertina de Erbach-Erbach (regente) |            | 30 de julho de 1683     | 1724-1728                                        | 4 de setembro de 1742     | Saxe-Hildburghausen Ernestino                                                        | Ernesto Frederico I 4 de fevereiro de 1704 Erbach im Odenwald catorze filhos | Regente em nome do seu filho. |
| Ernesto Frederico II |            | 17 de dezembro de 1707  | 1728-1745                                        | 13 de agosto de 1745      | Saxe-Hildburghausen Ernestino                                                        | Carolina de Erbach-Fürstenau 19 de junho de 1726 Fürstenau quatro filhos | |
| Ernesto Luís II |            | 8 de agosto de 1709     | 1724-1729                                        | 24 de fevereiro de 1729   | Saxe-Meiningen Ernestino                                                             | Não casou | Não deixou descendência, sendo sucedido pelo seu irmão. |
| Jorge Alberto |            | 19 de abril de 1695     | 1728-1739                                        | 12 de junho de 1739       | Saxe-Weissenfels-Barby Albertino                                                     | Augusta Luísa de Württemberg-Oels 18 de fevereiro de 1721 Forst sem filhos | Não deixou descendência, e a sua terra regressou à posse de Saxe-Weissenfels-Querfurt. |
| Saxe-Weissenfels-Barby reanexado a Saxe-Weissenfels |            |                         |                                                  |                           |                                                                                      | | |
| Ernesto Augusto I |            | 19 de abril de 1688     | 1728-1741                                        | 19 de janeiro de 1748     | Saxe-Weimar Ernestino                                                                | Leonor Guilhermina de Anhalt-Köthen 2 de novembro de 1683 Nienburg oito filhos Sofia Carlota de Brandemburgo-Bayreuth 7 de abril de 1734 Bayreuth quatro filhos | Filho de João Ernesto VI, reuniu sob o seu domínio os ducados de Saxe-Weimar e Saxe-Eisenach. |
| Ernesto Augusto I | 1741-1748  | 19 de abril de 1688     | Saxe-Weimar-Eisenach Ernestino                   | 19 de janeiro de 1748     |                                                                                      | Leonor Guilhermina de Anhalt-Köthen 2 de novembro de 1683 Nienburg oito filhos Sofia Carlota de Brandemburgo-Bayreuth 7 de abril de 1734 Bayreuth quatro filhos | Filho de João Ernesto VI, reuniu sob o seu domínio os ducados de Saxe-Weimar e Saxe-Eisenach. |
| Guilherme Henrique |            | 10 de novembro de 1691  | 1729-1741                                        | 26 de julho de 1741       | Saxe-Eisenach Ernestino                                                              | Albertina Juliana de Nassau-Idstein 15 de fevereiro de 1713 Idstein sem filhos Ana Sofia Carlota de Brandemburgo-Schwedt 3 de junho de 1723 Berlim sem filhos | Não deixou descendência: Saxe-Eisenach uniu-se a Saxe-Weimar. |
| Saxe-Eisenach uniu-se a Saxe-Weimar para formar Saxe-Weimar-Eisenach |            |                         |                                                  |                           |                                                                                      | | |
| Cristiano Ernesto |            | 18 de agosto de 1683    | 1729-1745                                        | 4 de setembro de 1745     | Saxe-Coburgo-Saalfeld Ernestino                                                      | Cristiana Frederica de Koss 18 de agosto de 1724 Naitschau (morganático) sem filhos | Não deixou descendentes, sendo sucedido pelo seu irmão. |
| Carlos Frederico I |            | 18 de julho de 1712     | 1729-1743                                        | 28 de março de 1743       | Saxe-Meiningen Ernestino                                                             | Não casou | Irmão de Ernesto Luís II, não deixou descendentes, sendo sucedidopelo seu tio, irmão de Ernesto Luís I. |
| Henrique VII |            | 2 de setembro de 1661   | 1731-1738                                        | 28 de julho de 1738       | Saxe-Merseburgo Albertino                                                            | Isabel de Mecklemburgo-Güstrow 29 de março de 1692 Güstrow três filhos | Em 1731 sucedeu em Saxe-Merseburgo, reunindo-o com as suas terras originais. Não deixou descendentes, e Saxe-Merseburgo integrou novamente o Eleitorado da Saxónia. |
| Saxe-Merseburgo reintegrado no Eleitorado da Saxónia |            |                         |                                                  |                           |                                                                                      | | |
| Frederico VIII |            | 14 de abril de 1699     | 1732-1772                                        | 10 de março de 1772       | Saxe-Gotha-Altemburgo Ernestino                                                      | Luísa Doroteia de Saxe-Meiningen 17 de setembro de 1729 Gotha oito filhos | |
| Frederico Augusto II O Gordo (Friedrich August II) |            | 17 de outubro de 1696   | 1 de fevereiro de 1733 - 5 de outubro de 1763    | 5 de outubro de 1763      | Eleitorado da Saxónia Albertino                                                      | Maria Josefa da Áustria 20 de agosto de 1719 Dresden dezasseis filhos | Filho de Frederico Augusto I. Converteu-se ao Catolicismo em 1712, e tornou-se Rei da Polónia em 1734, governando até à sua morte. |
| João Adolfo II |            | 4 de setembro de 1685   | 1736-1746                                        | 16 de maio de 1746        | Saxe-Weissenfels-Querfurt Albertino                                                  | Joaneta Antonieta Juliana de Saxe-Eisenach 9 de maio de 1721 Eisenach um filho Frederica de Saxe-Gotha-Altemburgo 27 November 1734 Altemburgo cinco filhos | Não deixou descendência, e após a sua morte, o Ducado foi reanexado ao Eleitorado saxão. |
| Saxe-Weissenfels-Querfurt reintegrado no Eleitorado da Saxónia |            |                         |                                                  |                           |                                                                                      | | |
| Frederico Guilherme IV |            | 16 de fevereiro de 1679 | 1743-1746                                        | 10 de março de 1746       | Saxe-Meiningen Ernestino                                                             | Não casou | Irmão de Ernesto Luís I, não deixou descendência, sendo sucedido pelo seu meio-irmão. |
| Carolina de Erbach-Fürstenau (regente) |            | 29 de setembro de 1700  | 1745-1748                                        | 7 de maio de 1758         | Saxe-Hildburghausen Ernestino                                                        | Ernesto Frederico II 19 de junho de 1726 Fürstenau quatro filhos | Regente em nome do seu filho. |
| Ernesto Frederico III |            | 10 de junho de 1727     | 1748-1780                                        | 23 de setembro de 1780    | Saxe-Hildburghausen Ernestino                                                        | Luísa da Dinamarca e Noruega 1 de outubro de 1749 Copenhaga um filho Cristiana de Brandemburgo-Bayreuth 20 de janeiro de 1757 Copenhaga um filho Ernestina Augusta de Saxe-Weimar 1 de julho de 1758 Bayreuth três filhos | |
| Francisco Josias |            | 25 de setembro de 1697  | 1745-1764                                        | 16 de setembro de 1764    | Saxe-Coburgo-Saalfeld Ernestino                                                      | Ana Sofia de Schwarzburg-Rudolstadt 2 de janeiro de 1723 Rudolstadtbr>oito filhos | Irmão de Cristiano Ernesto. |
| António Ulrico |            | 22 de outubro de 1687   | 1746-1763                                        | 27 de janeiro de 1763     | Saxe-Meiningen Ernestino                                                             | Filipina Isabel Caesar janeiro de 1711 (morganático) dez filhos Carlota Amália de Hesse-Philippsthal 26 de setembro de 1750 Bad Homburg vor der Höhe eight children | |
| Francisco Josias, Duque de Saxe-Coburgo-Saalfeld (regente) |            | 25 de setembro de 1697  | 1748-1755                                        | 16 de setembro de 1764    | Saxe-Weimar-Eisenach Ernestino                                                       | Ana Sofia de Schwarzburg-Rudolstadt 2 de janeiro de 1723 Rudolstadtbr>oito filhos | Regentes em nome de Ernesto Augusto II. |
| Frederico VIII, Duque de Saxe-Gotha-Altemburgo (regente) |            | 14 de abril de 1699     | 1748-1755                                        | 10 de março de 1772       | Saxe-Weimar-Eisenach Ernestino                                                       | Luísa Doroteia de Saxe-Meiningen 17 de setembro de 1729 Gotha oito filhos | Regentes em nome de Ernesto Augusto II. |
| Ernesto Augusto II |            | 2 de junho de 1737      | 1755-1758                                        | 28 de maio de 1758        | Saxe-Weimar-Eisenach Ernestino                                                       | Ana Amália de Brunsvique-Volfembutel 16 de março de 1756 Brunsvique dois filhos | |
| Ana Amália de Brunsvique-Volfembutel (regente) |            | 24 de outubro de 1739   | 1758-1775                                        | 10 de abril de 1807       | Saxe-Weimar-Eisenach Ernestino                                                       | Ernesto Augusto II 16 de março de 1756 Brunsvique dois filhos | |
| Carlos Augusto |            | 3 de setembro de 1757   | 1775-1828                                        | 14 de junho de 1828       | Saxe-Weimar-Eisenach Ernestino                                                       | Luísa de Hesse-Darmstadt 3 de outubro de 1775 Karlsruhe sete filhos | Em 1815, o seu título de Duque foi elevado para Grão-Duque; A partir de 1815 Saxe-Weimar-Eisenach torna-se um Grão-Ducado. |
| Frederico Cristiano (Friedrich Christian) |            | 5 de setembro de 1722   | 5 de outubro de 1763 - 17 de dezembro de 1763    | 17 de dezembro de 1763    | Eleitorado da Saxónia Albertino                                                      | Maria Antónia da Baviera 13 de junho de 1747 Munique (por procuração) 20 de junho de 1747 Dresden (em pessoa) nove filhos | Filho de Frederico Augusto, foi Católico. |
| Carlota Amália de Hesse-Philippsthal (regente) |            | 11 de agosto de 1730    | 1763-1779                                        | 7 de setembro de 1801     | Saxe-Meiningen Ernestino                                                             | António Ulrico 26 de setembro de 1750 Bad Homburg vor der Höhe oito filhos | Regente em nome do filho, Carlos Guilherme. |
| Carlos Guilherme |            | 19 de novembro de 1754  | 1779-1782                                        | 21 de janeiro de 1782     | Saxe-Meiningen Ernestino                                                             | Luísa de Stolberg-Gedern 5 de junho de 1780 Gedern sem filhos | Não deixou descendentes, sendo sucedido pelo seu irmão. |
| Maria Antónia da Baviera (regente) |            | 18 de julho de 1724     | 17 de dezembro de 1763 - c.1768                  | 23 de abril de 1780       | Eleitorado da Saxónia Albertino                                                      | Frederico Cristiano 13 de junho de 1747 Munique (por procuração) 20 de junho de 1747 Dresden (em pessoa) nove filhos | Regente em nome do seu filho, Frederico Augusto. |
| Frederico Augusto III O Justo (Friedrich August I) |            | 23 de dezembro de 1750  | c.1768 - 20 de dezembro de 1806                  | 5 de maio de 1827         | Eleitorado da Saxónia Albertino                                                      | Amália de Zweibrücken-Birkenfeld 17 de janeiro de 1769 Mannheim (por procuração) 29 de janeiro de 1769 Dresden (em pessoa) quatro filhos | Filho de Frederico Cristiano, o seu eleitorado deixou de existir com a queda do Sacro Império Romano-Germânico em 1806, tornando-se, nessa altura, Rei da Saxónia. |
| Em 1806 o Eleitor da Saxónia tornou-se Rei de um Reino independente da Saxónia. Para os Reis que se seguiram aos Eleitores, ver abaixo Reino da Saxónia. Para a continuação da lista dos vários ducados saxões contemporâneos do reino, seguir a presente tabela.             |            |                         |                                                  |                           |                                                                                      | | |
| Ernesto Frederico IV |            | 8 de março de 1724      | 1764-1800                                        | 8 de setembro de 1800     | Saxe-Coburgo-Saalfeld Ernestino                                                      | Sofia Antonieta de Brunsvique-Volfembutel 23 de abril de 1749 Volfembutelbr>sete filhos | |
| Ernesto IV |            | 30 de janeiro de 1745   | 1772-1804                                        | 20 de abril de 1804       | Saxe-Gotha-Altemburgo Ernestino                                                      | Carlota de Saxe-Meiningen 21 de março de 1769 Meiningen quatro filhos | |
| José de Saxe-Hildburghausen (regente) |            | 5 de outubro de 1702    | 1780-1787                                        | 4 de janeiro de 1787      | Saxe-Hildburghausen Ernestino                                                        | Maria Ana Vitória de Saboia 17 de abril de 1738 Paris (anulado em 1757) sem filhos | Filho de Ernesto III. Regente em nome de Frederico IX. |
| Frederico IX |            | 29 de abril de 1763     | 1787-1826                                        | 29 de setembro de 1834    | Saxe-Hildburghausen Ernestino                                                        | Carlota Jorgina de Mecklemburgo-Strelitz 3 de setembro de 1785 Hildburghausen doze filhos | Herdou Altemburgo de Frederico X em 1826. O ducado mudou o seu nome para Saxe-Altemburgo. |
| Jorge II |            | 4 de fevereiro de 1761  | 1782-1803                                        | 24 de dezembro de 1803    | Saxe-Meiningen Ernestino                                                             | Luísa Leonor de Hohenlohe-Langenburg 27 de novembro de 1782 Langenburg quatro filhos | |
| Francisco |            | 15 de julho de 1750     | 1800-1806                                        | 9 de dezembro de 1806     | Saxe-Coburgo-Saalfeld Ernestino                                                      | Sofia de Saxe-Hildburghausen 6 de março de 1776 Hildburghausen sem filhos Augusta Reuss-Ebersdorf 13 de junho de 1777 Ebersdorf dez filhos | |
| Luísa Leonor de Hohenlohe-Langenburg (regente) |            | 11 de agosto de 1763    | 1803-1821                                        | 30 de abril de 1837       | Saxe-Meiningen Ernestino                                                             | Jorge II 27 de novembro de 1782 Langenburg quatro filhos | Regente em nome do seu filho, Bernardo. |
| Bernardo VI |            | 17 de dezembro de 1800  | 1821-1882                                        | 3 de dezembro de 1882     | Saxe-Meiningen Ernestino                                                             | Maria Frederica de Hesse-Cassel 23 de março de 1825 Cassel dois filhos | |
| Augusto IV |            | 23 de novembro de 1772  | 1804-1822                                        | 17 de maio de 1822        | Saxe-Gotha-Altemburgo Ernestino                                                      | Luísa Carlota de Mecklemburgo-Schwerin 21 de outubro de 1797 Ludwigslust um filho Carolina Amália de Hesse-Cassel 24 de abril de 1802 Cassel sem filhos | Não deixou descendentes masculinos. O ducado foi herdado pelo seu irmão Frederico. |
| Ernesto V |            | 2 de janeiro de 1784    | 1806-1844                                        | 29 de janeiro de 1844     | Saxe-Coburgo-Saalfeld Ernestino (1800-1826) Saxe-Coburgo-Gotha Ernestino (1826-1844) | Luísa de Saxe-Gotha-Altemburgo 3 de julho de 1817 Gotha dois filhos Maria de Württemberg 23 de dezembro de 1832 Coburgo sem filhos | Herdou Gotha de Frederico IX, mas teve de ceder Saalfeld a Saxe-Meiningen. Com esta reorganização, o ducado passou a designar-se Saxe-Coburgo-Gotha. |
| Frederico X |            | 28 de novembro de 1774  | 1822-1825                                        | 11 de fevereiro de 1825   | Saxe-Gotha-Altemburgo Ernestino                                                      | Não casou | Irmão de Augusto, não deixou descendentes masculinos. A terra foi dividida entre Saxe-Coburgo-Saalfeld e Saxe-Hildburghausen. |
| Saxe-Gotha-Altemburgo dividido entre Saxe-Coburgo-Saalfeld and Saxe-Hildburghausen |            |                         |                                                  |                           |                                                                                      | | |
| Frederico IX |            | 29 de abril de 1763     | 1826-1834                                        | 29 de setembro de 1834    | Saxe (-Hildburghausen)-Altemburgo Ernestino                                          | Carlota Jorgina de Mecklemburgo-Strelitz 3 de setembro de 1785 Hildburghausen doze filhos | Herdou Altemburgo de Frederico X em 1826. O ducado mudou o seu nome para Saxe-Altemburgo. |
| Carlos Frederico II |            | 2 de fevereiro de 1783  | 1828-1853                                        | 8 de julho de 1853        | Saxe-Weimar-Eisenach Ernestino                                                       | Maria Pavlovna da Rússia 3 de agosto de 1804 São Petersburgo quatro filhos | |
| José |            | 27 de agosto de 1789    | 1834-1848                                        | 25 de novembro de 1868    | Saxe (-Hildburghausen)-Altemburgo Ernestino                                          | Amélia de Württemberg 24 de abril de 1817 Kirchheim unter Teck seis filhos | Implementou várias alterações e construiu novos edifícios em Altemburgo, mas o seu governo foi considerado conservador e resistente à reforma, pelo que foi forçado a abdicar durante a Revolução civil de 1848. Não deixou descendentes masculinos, sendo sucedido pelo seu irmão Jorge.                                                                                               |
| Ernesto VI |            | 21 de junho de 1818     | 1844-1893                                        | 22 de agosto de 1893      | Saxe-Coburgo-Gotha Ernestino                                                         | Alexandrina de Baden 3 de maio de 1842 Karlsruhe sem filhos | Não deixou descendentes, sendo sucedido pelos seus sobrinhos. |
| Jorge III |            | 24 de julho de 1796     | 1848-1853                                        | 3 de agosto de 1853       | Saxe (-Hildburghausen)-Altemburgo Ernestino                                          | Maria Luísa de Mecklemburgo-Schwerin 7 de outubro de 1825 Ludwigslust três filhos | Irmão de José. |
| Carlos Alexandre |            | 24 de junho de 1818     | 1853-1901                                        | 5 de janeiro de 1901      | Saxe-Weimar-Eisenach Ernestino                                                       | Sofia dos Países Baixos 8 de outubro de 1842 Haia quatro filhos | |
| Ernesto VII |            | 16 de fevereiro de 1826 | 1853-1908                                        | 7 de fevereiro de 1908    | Saxe (-Hildburghausen)-Altemburgo Ernestino                                          | Inês de Anhalt-Dessau 28 de abril de 1853 Ludwigslust dois filhos | Não deixou descendentes masculinos, sendo sucedido pelo sobrinho. |
| Jorge IV |            | 2 de abril de 1826      | 1882-1914                                        | 25 de junho de 1914       | Saxe-Meiningen Ernestino                                                             | Carlota Frederica da Prússia 18 de maio de 1850 Berlim quatro filhos Teodora de Hohenlohe-Langenburg 23 de outubro de 1858 Langenburg três filhos Ellen Franz 18 de março de 1873 Liebenstein (morganático) sem filhos | |
| Alfredo |            | 6 de agosto de 1844     | 1893-1900                                        | 30 de julho de 1900       | Saxe-Coburgo-Gotha Ernestino                                                         | Maria Alexandrovna da Rússia 23 de janeiro 1874 São Petersburgo seis filhos | Filho de Alberto de Saxe-Coburgo-Gotha e Vitória do Reino Unido. |
| Carlos Eduardo |            | 19 de julho de 1884     | 1900-1918                                        | 6 de março de 1954        | Saxe-Coburgo-Gotha Ernestino                                                         | Vitória Adelaide de Schleswig-Holstein-Sonderburg-Glücksburg 11 de outubro de 1905 Schleswig cinco filhos | Filho de Leopoldo, Duque de Albany; Sobrinho de Alfredo. Monarquia abolida em 1918. |
| Guilherme Ernesto II |            | 10 de junho de 1876     | 1901-1918                                        | 24 de abril de 1923       | Saxe-Weimar-Eisenach Ernestino                                                       | Carolina Reuss de Greiz 30 de abril de 1903 Bückeburg sem filhos Teodora de Saxe-Meiningen 14 de janeiro de 1910 Meiningen quatro filhos | Neto de Carlos Alexandre, como filho de Carlos Augusto, Grão-Duque Hereditário de Saxe-Weimar-Eisenach. Monarquia abolida em 1918. |
| Ernesto VIII |            | 31 de agosto de 1871    | 1908-1918                                        | 22 de março de 1955       | Saxe (-Hildburghausen)-Altemburgo Ernestino                                          | Adelaide de Schaumburg-Lippe 17 de fevereiro de 1898 Bückeburg (anulado em 1920) quatro filhos Maria Triebel 15 de julho de 1934 Trockenborn-Wolfersdorf (morganático) sem filhos | Neto de Jorge III, como filho de Maurício de Saxe-Altemburgo. Monarquia abolida em 1918. |
| Bernardo VII |            | 1 de abril de 1851      | 1914-1918                                        | 16 de janeiro de 1928     | Saxe-Meiningen Ernestino                                                             | Carlota da Prússia 18 de fevereiro de 1878 Berlim dois filhos | Monarquia abolida em 1918. |

## Reino da Saxónia
O Sacro Imperador Romano-Germânico foi abolido em 1806, e o cargo de Eleitor ficou desta forma obsoleto. O Eleitor da Saxónia, aliado a Napoleão Bonaparte, antecipou a dissolução e proclamou-se Rei de um Reino Independente da Saxónia, em 1806. 

### Dinastia Wettin
| Governante                                       | Governante | Nascimento             | Reinado                                        | Morte                   | Parte que governa | Consorte | Notas |
| ------------------------------------------------ | ---------- | ---------------------- | ---------------------------------------------- | ----------------------- | ----------------- | --- | --- |
| Frederico Augusto I O Justo (Friedrich August I) |            | 23 de dezembro de 1750 | 20 de dezembro de 1806 - 5 de maio de 1827     | 5 de maio de 1827       | Reino da Saxónia  | Amália de Zweibrücken-Birkenfeld 17 de janeiro de 1769 Mannheim (por procuração) 29 de janeiro de 1769 Dresden (em pessoa) quatro filhos | Em 1806 tornou-se Rei do recém-independente Reino da Saxónia. Também Duque de Varsóvia entre 1807–1813. Como não deixou descendência masculina, foi sucedido pelo irmão, António. |
| António I O Gentil (Anton der Gütige)            |            | 27 de dezembro de 1755 | 5 de maio de 1827 - 6 de junho de 1836         | 6 de junho de 1836      | Reino da Saxónia  | Maria Carolina de Saboia 29 de setembro de 1781 Stupinigi (por procuração) 24 de outubro de 1781 Dresden (em pessoa) sem filhos Maria Teresa da Áustria 8 de setembro de 1787 Florença (por procuração) 18 de outubro de 1787 Dresden (em pessoa) quatro filhos | Não deixou descendentes, sendo sucedido por um sobrinho. |
| Frederico Augusto II (Friedrich August II)       |            | 18 de maio de 1797     | 6 de junho de 1836 - 9 de agosto de 1854       | 9 de agosto de 1854     | Reino da Saxónia  | Maria Carolina da Áustria 26 de setembro de 1819 Viena (por procuração) 7 de outubro de 1819 Dresden (em pessoa) sem filhos Maria Ana da Baviera 24 de abril de 1833 Dresden sem filhos                                                                         | Filho de Maximiliano, Príncipe Hereditário da Saxónia. Não deixou descendentes. Foi sucedido pelo seu irmão.                                                                      |
| João (Johann I)                                  |            | 12 de dezembro de 1801 | 9 de agosto de 1854 - 29 de outubro de 1873    | 29 de outubro de 1873   | Reino da Saxónia  | Amélia Augusta da Baviera 10 de novembro de 1822 Munique (por procuração) 21 de novembro de 1822 Dresden (em pessoa) nove filhos | Tornou-se subordinado do Império Alemão depois da Unificação da Alemanha em 1871.                                                                                                 |
| Alberto I O Bom (Albrecht I)                     |            | 23 de abril de 1828    | 29 de outubro de 1873 - 19 de junho de 1902    | 19 de junho de 1902     | Reino da Saxónia  | Carolina da Suécia 18 de junho de 1853 Dresden sem filhos | |
| Jorge (Georg)                                    |            | 8 de agosto de 1832    | 19 de junho de 1902 - 15 de outubro de 1904    | 15 de outubro de 1904   | Reino da Saxónia  | Maria Ana de Portugal 11 de maio de 1859 Lisboa oito filhos | |
| Frederico Augusto III (Friedrich August III)     |            | 25 de maio de 1865     | 15 de outubro de 1904 - 13 de novembro de 1918 | 18 de fevereiro de 1932 | Reino da Saxónia  | Luísa da Áustria 21 de novembro de 1891 Viena (anulado por decreto régio em 1903, após a fuga de Luísa da corte) sete flhos | Último Rei da Saxónia. Abdicou voluntariamente na Revolução Alemã de 1918-1919.                                                                                                   |